# Braniff International Airways
Braniff Airways, действовавшая под торговой маркой Braniff International Airways (рус. Международные воздушные трассы Брэниффа) — ныне упразднённая американская авиакомпания.
Была основана в 1928 году братьями Брэниффами: пилотом Полом и банкиром Томасом. В основном работала на Среднем Западе, откуда также выполняла полёты на юго-запад США, в Мексику, Центральную и Южную Америку; в 1970-х годах помимо этого выполняла полёты ещё в Европу и Азию. Единственная американская авиакомпания, эксплуатировавшая сверхзвуковой самолёт «Конкорд». Входила в десятку крупнейших авиакомпаний мира, но после принятия в 1978 году закона о дерегулировании авиаперевозок не смогла приспособиться к условиям свободного рынка и в мае 1982 года была ликвидирована.

## Paul R. Braniff, Inc

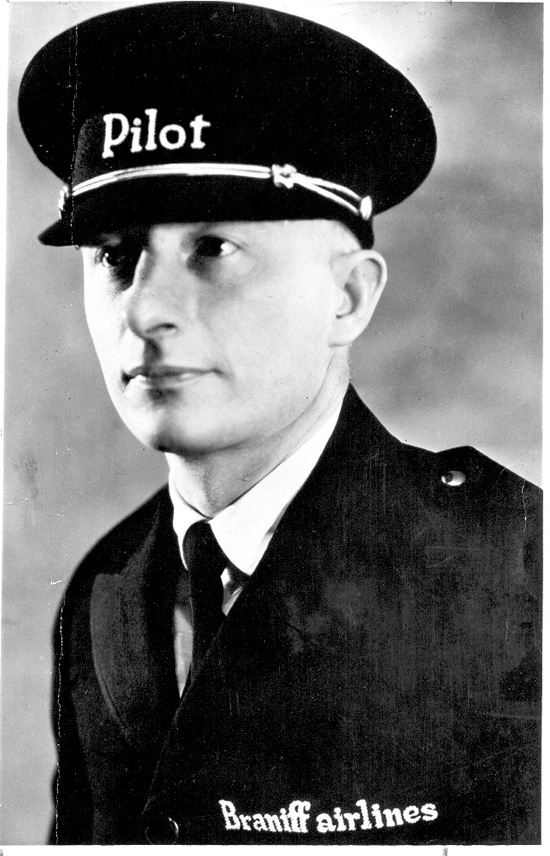
в 1929 году в форме пилота собственной авиакомпании

Основателем авиакомпании был Пол Ривер Брэнифф (1897—1954) — ветеран Первой мировой войны, а также пионер авиации. Пилотировать самолёт он научился в 1919 году, а в 1923 году от самого Орвилла Райта (один из изобретателей самолёта) получил лицензию гражданского пилота № 690, после чего с 1924 года на биплане Curtiss JN-4 Jenny стал заниматься частными воздушными перевозками. Вместимость самолёта «Дженни» была совсем небольшой — 1 пилот и 1 пассажир, поэтому в 1928 году Пол Брэнифф убедил своего старшего брата Томаса Элмера Брэниффа (1883—1954), занимавшегося страховым бизнесом, и ещё четырёх инвесторов приобрести за 11 000 долларов моноплан Stinson Detroiter. Для сравнения, за эту сумму тогда можно было приобрести дом с тремя спальнями, но зато братья Брэнифф получили в пользование шестиместный самолёт с закрытой кабиной, которая к тому же имела подогрев, что повышало комфорт полётов.
Официально самолёт новообразованной авиакомпании Paul R. Braniff, Inc., Airline начал выполнять полёты из Оклахома-Сити в Талсу  — между двумя крупнейшими городами Оклахомы (длина маршрута — 116 миль (187 км)) — с 20 июня 1928 года, хотя по некоторым свидетельствам полёты начали выполняться ещё в мае. Полёты из Оклахома-Сити в Талсу и обратно выполнялись три раза в день с понедельника по пятницу. Фактически это было семейное предприятие Брэниффов: президент компании Пол Брэнифф работал пилотом, его брат Томас был вице-президентом, а отец Джон П. Брэнифф (англ. John P. Braniff) выполнял функции вспомогательного персонала, отвечая за продажу билетов, погрузку багажа и обслуживание пассажиров. Официально поначалу единственным пилотом в компании был сам Пол, пилотом-дублёром — Морис Маррс (англ. Maurice Marrs).

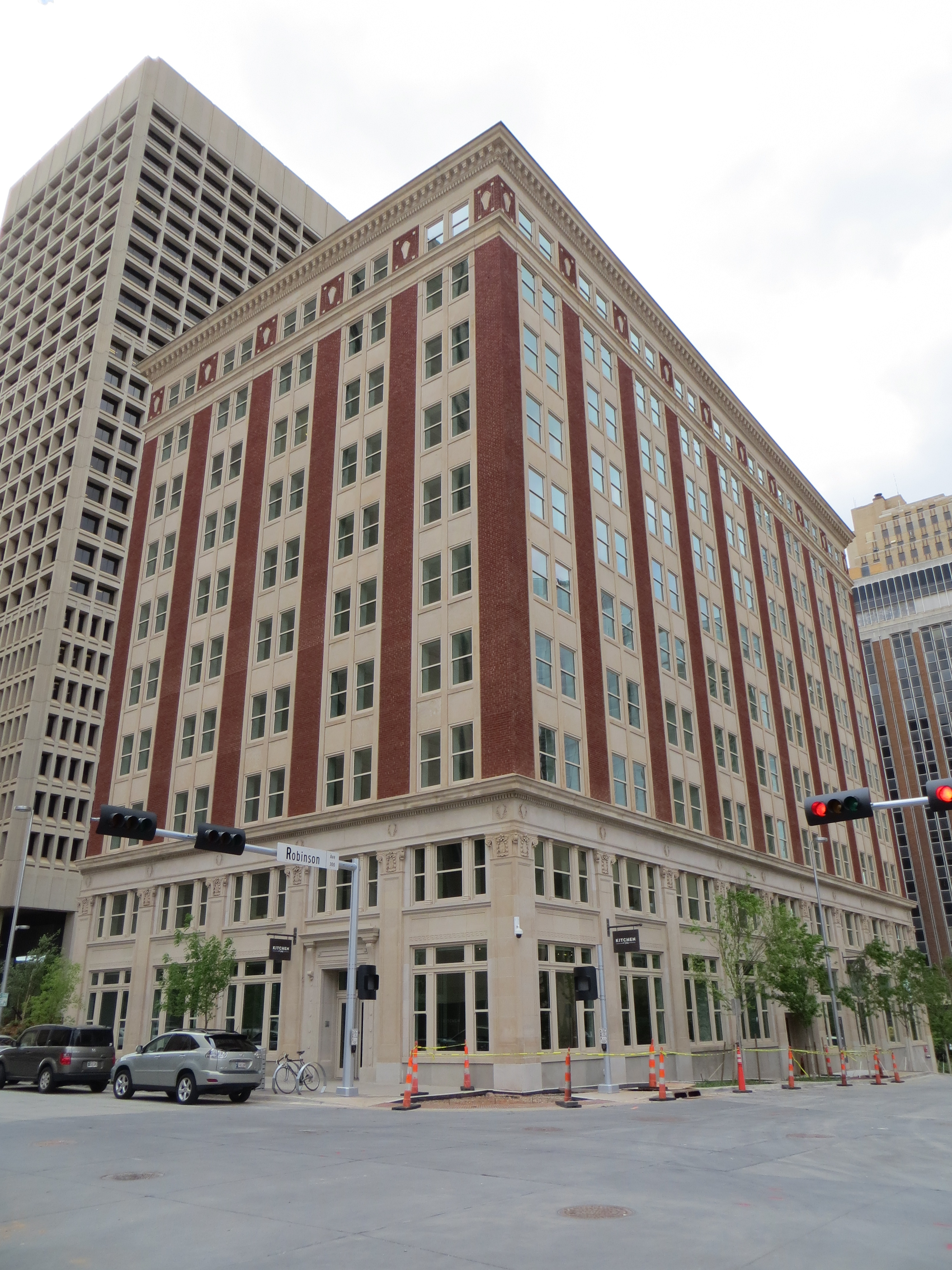
Braniff Building — первая штаб-квартира

В том же 1928 году в Оклахомском аэропорту был сооружён первый ангар. Также в авиакомпанию поступил самолёт Ryan B-1, а осенью — моноплан производства Travel Air. Штаб-квартира располагалась в городе Оклахома-Сити в здании Braniff Building на пересечении 3-й улицы и улицы Робинсон. Это здание было построено Томасом Брэниффом ещё в 1923 году для его страховой компании Braniff Insurance, Inc; оно сохранилось до настоящего времени, хотя и несколько пострадало в результате теракта 19 апреля 1995 года. Braniff занималась перевозками пассажиров, багажа, а также распространением среди фермеров газеты The Daily Oklahoman, которую сбрасывали при полёте на малой высоте. Стоимость пассажирского билета в один конец составляла 12,5 долларов, «туда—обратно» — 20 долларов. К концу года Braniff обслужила 3 тысячи пассажиров, перевозя около 1000 человек в месяц.
В апреле 1929 года был открыт хаб в аэропорту Лав-Филд города Даллас (штат Техас). В том же году в авиакомпании начала работать первая женщина — Вайолет «Бобби» Бертон (англ. Violet «Bobby» Burton). Когда она пришла устраиваться, Пол Брэнифф спросил её: Почему вы думаете, что справитесь с этой работой (англ. What makes you think you can do this job). На это Вайолет заявила: А с чего вы решили, что я не смогу? (англ. What makes you think I can't?). Она начала заниматься финансовыми документами, получением прогнозов погоды, помогла основать лётную школу при авиакомпании, а впоследствии и освоить реактивную авиацию. В 1930 году, после образования собственно Braniff Airways (см. ниже), Пол вновь нанял Бертон, которая вскоре стала фактически «правой рукой» при руководстве.
В 1929 году Braniff слилась с Universal Aviation of St Louis (Миссури), что позволило выполнять полёты из Далласа в Уэвоку, а оттуда в Оклахома-Сити и Талсу. В конце 1929 года данную авиакомпанию выкупил Авиационный холдинг (AVCO). В 1930 году Braniff Airlines была объединена с авиакомпаниями Texas Air Transport и Southern Air Transport, образовав новую авиакомпанию, которая впоследствии стала одной из крупнейших в мире — American Airlines.

## Braniff Airways

### Основание

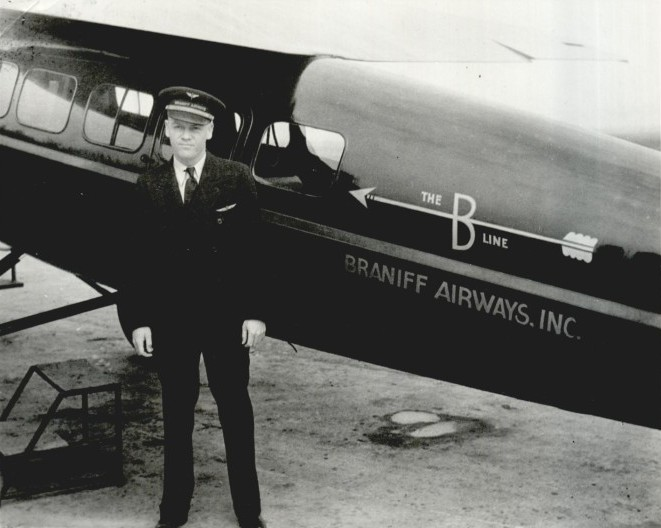
Пилот на фоне Lockheed Vega компании Braniff Airways (1931 год)

После продажи своей первой авиакомпании Пол Брэнифф уехал в Мексику, чтобы помочь другу, организовавшему там авиакомпанию C.A.T. Airlines. В 1930 году Пол возвращается обратно, по-прежнему одержимый идеей воссоздания авиакомпании Брэниффов. Он упрашивает своего дядю, брата Томаса и прочих сторонников его идеи приобрести два самолёта Lockheed Vega, которые на то время считались быстрейшими авиалайнерами. Оба самолёта окрасили в разные цвета (один из цветов был оранжевый), а также нанесли на них надписи: «Braniff» на фюзеляже и «B Line» на хвосте. Также на кили нанесли названия городов, в которые новообразованная авиакомпания выполняла полёты: Талса, Оклахома-Сити и Уичито-Фолс. К 1932 году самолёты Braniff, согласно рекламе, начали летать также в Бартлсвилл, Берлингтон, Канзас-Сити, Сент-Луис, Спрингфилд и Чикаго.
Компания получила имя Braniff Airways, Inc., её основатель Пол Брэнифф занял пост исполнительного вице-президента, а на пост президента был избран его брат Томас, который имел опыт работы с финансами.

### Великая депрессия
Известный актёр и комик Уилл Роджерс нередко арендовал самолёт авиакомпании, летая в Клэрмор, Талсу и Уичито. Braniff была готова предоставлять ему самолёты бесплатно, так как полёт такой знаменитости на их самолётах сам по себе служил отличной рекламой. Но Роджерс всегда полностью оплачивал стоимость аренды. Также в 1933 году одну из «Вег» арендовал известный лётчик Уайли Пост, который намеревался совершить на ней кругосветное путешествие. «Локхид» даже получил имя Winnie Mae, но уже в начале полёта из-за технического отказа совершил аварийную посадку в восточной Оклахоме. Никто на борту не погиб, а самолёт доставили обратно в Оклахома-Сити, где его восстановили, причём Пост полностью оплатил ремонт. К сожалению, эти известные клиенты Braniff погибли вместе 15 августа 1935 года в авиакатастрофе на Аляске.
Пол основал авиакомпанию в период Великой депрессии, в результате которой треть населения потеряла работу, а многие потеряли свои вклады, тем самым оставшись без денег. Но большинство авиакомпаний в то время всё равно продавали авиабилеты только за деньги, так как надо было расплачиваться за топливо, а также выплачивать зарплаты сотрудникам. И тогда Braniff Airways начинает предлагать полёты на бартерной основе, когда пассажиры порой летали буквально за еду.
Томас начинает понимать, какой тяжёлый финансовый груз на него ложится, как на президента компании, но он отказывается вкладывать деньги в развитие. Финансированием авиакомпании начинают заниматься сами пилоты, при этом их зарплаты снижаются с 300 до 100 долларов. Нередко пилоты были вынуждены из собственного кармана оплачивать заправку самолёта. Также в 1931 году близ Чикаго происходят две катастрофы с участием брэниффских «Локхид Вега»: 12 июля разбивается борт NC-8497, а 5 декабря — NC-433E. Вкупе с резонансными катастрофами самолётов других авиакомпаний это приводит к оттоку пассажиров из авиации, а значит и снижению прибылей с рейсов. Требовалось снизить себестоимость перевозок, поэтому Пол Брэнифф обращается к Фрэнку Филлипсу — нефтепромышленнику и владельцу компании Phillips 66, который согласился отпускать топливо на льготных условиях, благодаря чему авиакомпания, которая уже балансировала на грани, смогла избежать банкротства. Впоследствии Фрэнк Филлипс фактически простил Брэниффу все издержки.
В 1934 году Том Брэнифф уезжает на отдых в Италию, перед этим предупредив брата, что больше не намерен вкладывать в его авиакомпанию свои финансы. На тот момент Braniff имела задолженность 40 000 долларов, и требовалось вытащить её из этой ямы. Тогда Пол направляется в Вашингтон, где начинает представлять не только своё детище, но и ряд других небольших авиакомпаний, причём из-за ограниченных финансов он был вынужден ночевать в пансионе. В условиях оттока пассажиров доходы можно было получить за счёт перевозки почты, но Сенат не допускал к этому авиаперевозчиков, имеющих связи с авиапромышленностью. Однако у Braniff эти связи отсутствовали, а потому она могла участвовать в конкурсе, после завершения которого получила право выполнять почтовые перевозки по маршруту «Север—Юг».

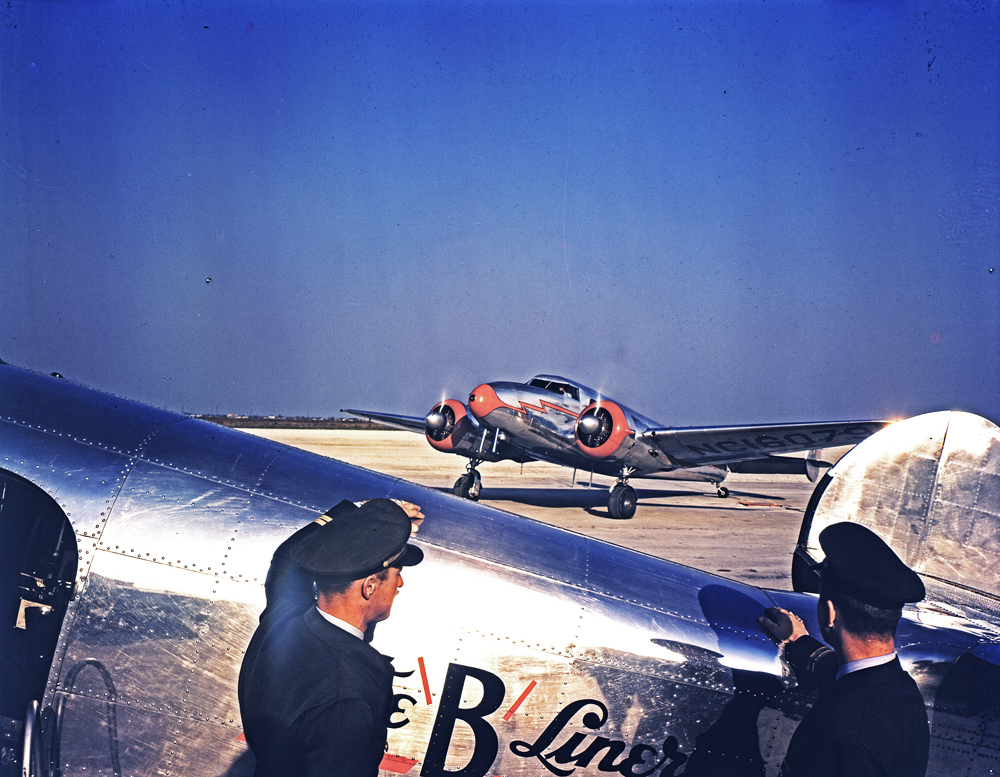
Пилоты и самолёты (Lockheed 10B и 12A) компании Braniff в Хьюстоне (1940 год)

8 мая 1934 года Braniff Airways совершает первый почтовый рейс по маршруту «Чикаго—Канзас-Сити», а 31 мая — первый пассажирский по тому же маршруту. С 15 июня начались регулярные перевозки авиапочты. Также Пол начинает увеличивать флот авиакомпании за счёт покупки у несостоявшихся любителей авиации практически новых пассажирских самолётов производства Stinson, Ryan Aeronautical и Travel Air всего за треть—половину от их исходной стоимости. В том же году приобретается «Локхид Вега» борт NC-8495, у которого, в отличие от предыдущих самолётов данного типа, основным цветом фюзеляжа был естественный металлический, на который сверху нанесли тёмно-красный окрас с жёлтой полосой; крылья и киль были белого цвета.
1 января 1935 года «Брэнифф» приобрела Long & Harmons Texas, благодаря чему получила хабы в Далласе, Форт-Уэрте, Хьюстоне и Браунсвилле, которые впоследствии можно было использовать при расширении сети перевозок до Южной Америки, для изучения чего Пол Брэнифф даже совершил поездку в Бразилию. Также после слияния флот авиакомпании пополнился двумя трёхмоторными Ford Trimotor, каждый из которых вмещал 12 пассажиров и 2 членов экипажа, развивая при этом крейсерскую скорость 110 миль/ч. Весной того же года «Форды» были сняты с пассажирских маршрутов, так как в марте компания приобрела семь двухмоторных самолётов Lockheed Model 10 Electra. Новые «Электры» вмещали по 10 пассажиров, развивая при этом скорость до 160 миль/ч, а также имея увеличенную дальность полёта. 17 апреля модель 10 совершила первый полёт из Далласа в Корпус-Кристи, а в июне все эти авиалайнеры были введены в регулярную эксплуатацию. Всего к началу 1936 года флот авиакомпании насчитывал семь Lockheed Model 10 Electra, четыре Lockheed Vega, два Ford Trimotor и один Stinson Reliant.

### Уход Пола Брэниффа
В 1935 году авиакомпания становится финансово успешной, а спасший её Пол Брэнифф получает известность. Однако это же год становится переломным в истории авиаперевозчика и по другой причине. Её официальный президент Томас Брэнифф теперь вновь заинтересовался этой авиакомпанией, которая наконец стала приносить стабильный доход, и он решил прибрать этот бизнес себе. К тому же его жене Бесс Турман (англ. Bess Thurman) не нравилась популярность деверя. Тогда Пол Брэннифф покинул пост вице-президента авиакомпании, продав свою долю брату, а сам впоследствии создал в Оклахома-Сити компанию «Braniff Engineering Corporation», занимавшуюся выпуском кондиционеров и обогревателей.
На пост вице-президента Томас Брэнифф назначил Чарльза Эдмунда Бирда. Также из-за ухудшения отношений между братьями Том принял решение перенести штаб квартиру авиакомпании из Оклахома-Сити в Даллас (Техас), основным аэропортом при этом стал Лав-Филд.

### Первые «Дугласы» и стюардессы

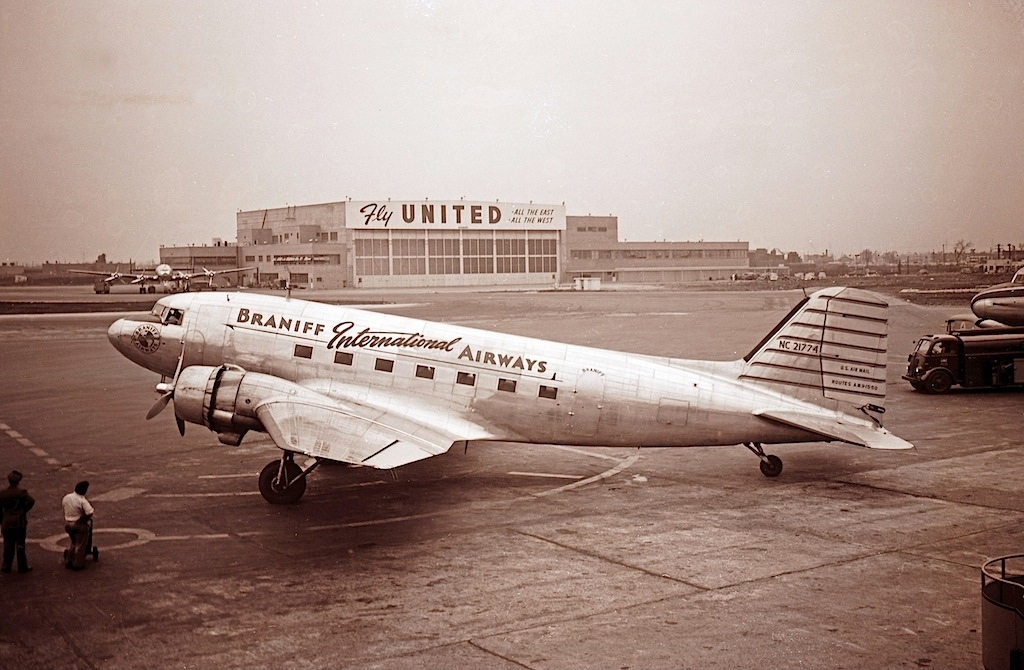
Douglas DC-3 авиакомпании Braniff (фото 1949 года, после появления International в названии)

Размещаясь в Лав-Филде, Braniff Airways начинает выполнять полёты из Далласа в Браунсвилл, Остин, Хьюстон, Оклахома-Сити, Сан-Антонио, Уэйко, Уичито-Фолс, Чикаго и многие другие города. Также в аэропорту Лав-Филд пассажиры могли пересесть на самолёты компании American Airlines, которые выполняли полёты на Восточное и Западное побережья.
Так как Томас теперь полностью отвечал за авиакомпанию без оглядки на брата, то он решает достигнуть уровня крупнейших авиакомпаний страны, а для этого требовалось заполучить более вместительные авиалайнеры Douglas DC-2 и DC-3, которые на тот момент уже эксплуатировались в American Airlines, Transcontinental and Western Airlines (TWA) и United Air Lines (UAL). Тогда Брэнифф договаривается с представителями TWA о приобретении семи DC-2 — борта NC13713, NC13715, NC13716, NC13719, NC13724, NC13727, NC13728. В Braniff данные самолёты поступают в 1937—1938 гг., а их эксплуатация началась 1 июня 1937 года, первым стал борт NC13727. Наиболее важным маршрутом, на котором работали «Дугласы», был Даллас—Чикаго, который даже получил имя Braniff’s Trip One (рус. Брэниффский маршрут № 1).
В 1937 году в авиакомпании появляются первые стюардессы. Претенденток отбирали по следующим критериям: незамужняя женщина, имеющая не менее двух лет учёбы в колледже, свободно владеющая испанским и умеющая работать с людьми, приятной внешности, имеющая аккуратный и ухоженный вид, возраст от 21 до 26 лет, рост от 5 футов до 5 футов 4 дюймов (152—163 см), вес от 110 до 118 фунтов (50—54 кг). Всего было около 800 претенденток, из которых в итоге выбрали 10. Большинство девушек в прошлом были медсёстрами, а потому могли при необходимости оказать первую медицинскую помощь, включая даже сердечно-лёгочную реанимацию. Подготовка первых стюардесс проводилась в авиакомпании TWA, а их форма была выполнена в мексиканском стиле: курточка болеро с серебристо-серой юбкой и белой блузкой, дополненных красным поясом и головным убором в стиле тюрбана из красного шерстяного крепа; дизайн юбки был разработан известным модельером Кэрри Нейман.
В 1939 году в авиакомпанию поступили первые DC-3. Эти самолёты эксплуатировались в Braniff на протяжении 21 года, последний из них был списан 17 апреля 1960 года. В 1940 году Braniff отметил своё 12-летие. Торжества по этому случаю проводились в Калифорнии, в них участвовали такие актёры и актрисы, как Джон Уэйн, Энн Миллер, Рошель Хадсон и Глория Дин.

### Вторая мировая война

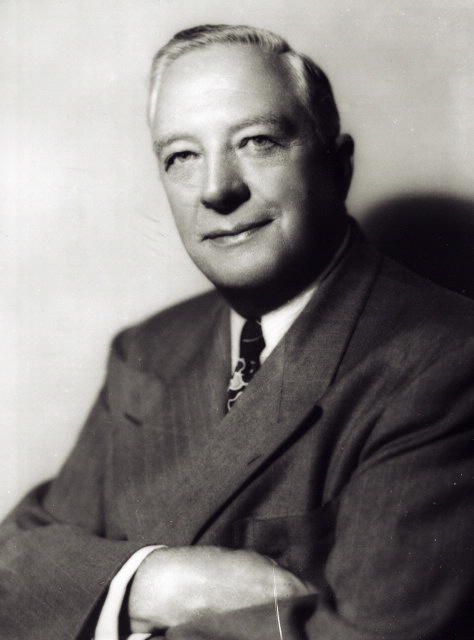
в 1950 году

В 1941 году США вступают во Вторую мировую войну, и почти все американские авиакомпании теперь стали подчиняться Министерству обороны. В Braniff при этом на носу самолётов над символом авиакомпании нанесли букву «V» — символ победы, а значительную часть воздушного флота передали армии. 13 апреля 1942 года брэниффские самолёты начали выполнять полёты из Сан-Антонио в Гренаду и Панаму, являясь единственными, кто работал на этом «воздушном мосту». Наибольшую важность эти полёты приобрели летом 1942 года, когда десятки немецких подводных лодок прорвались в Мексиканский залив, практически парализовав в нём судоходство, поэтому снабжение Панамского канала осуществлялось теперь только воздушными судами компании Braniff Airways. Сам этот воздушный коридор получил неофициальное название Банановая трасса (англ. The Banana Run).
В целом военное время тяжело сказалось на экономике авиакомпании, во многом из-за того, что после окончания войны военные не вернули ни одного из самолётов, взятых у Braniff, а общая пассажировместимость оставшихся насчитывала всего 147 мест.
В годы Второй мировой войны Томас Брэнифф предпринял попытку выйти на рынок перевозок в Центральной и Южной Америке. С этой целью 4 апреля 1945 года в Мексике была зарегистрирована авиакомпания Aerovias Braniff Incorporated, флот которой состоял из 21 самолёта DC-3. 1 июля эти авиалайнеры начали выполнять полёты из Мехико в Веракрус, Мериду и Пуэблу. Далее Брэнифф сделал запрос в Совет по гражданской авиации (CAB, занимался регулированием перевозок американскими авиакомпаниями), чтобы тот одобрил слияние Braniff Airways и Aerovias Braniff Incorporated. Однако все планы сорвала другая крупная авиакомпания — Pan American World Airways, которая задействовала связи в правительстве, чтобы предотвратить эту сделку и устранить конкурента на центрально-американском пространстве. 27 октября 1946 года правительство Мексики аннулировало лицензию компании Aerovias Braniff Incorporated.

### Выход на маршруты в Южную Америку
Сразу после войны авиакомпания приобретает Douglas DC-4, на который в те годы американский рынок возлагал большие надежды, а один из них даже был бортом № 1, и на нём часто летал Франклин Рузвельт. Новый самолёт мог перевозить ещё больше пассажиров, а потому приносить больше прибыли, поэтому финансовые показатели Braniff Airways стали быстро улучшаться.
В 1946 году её президент Томас Брэнифф и вице-президент Чарльз Бирд составили планы маршрутов полётов в Южную Америку, после чего направили их CAB, чтобы получить на них сертификат (в те годы в США авиакомпания должна была получать разрешение для полётов по новым для неё маршрутам). Сертификат был выдан, причём свою роль здесь сыграло мнение президента страны Гарри Трумэна, который не хотел, чтобы Pan American World Airways заполучила монополию в Южной Америке. Теперь Braniff Airways имела право совершать международные рейсы, поэтому она добавила к своему имени International (которое впоследствии старалась выделять), а её полное имя изменилось на Braniff International Airways.

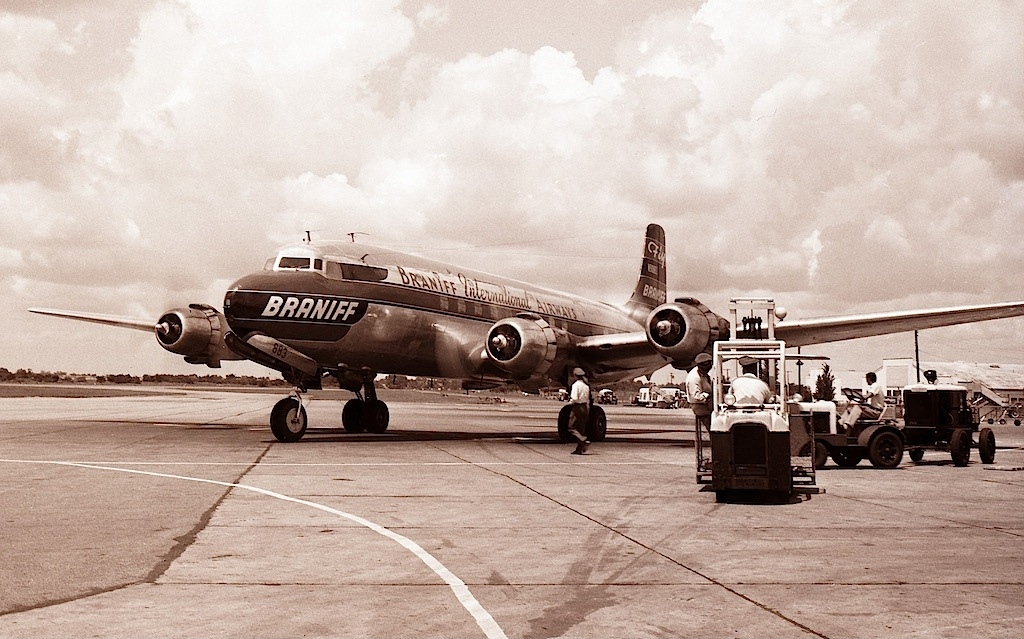
Douglas DC-6 авиакомпании Braniff

Через год авиакомпания приобретает новую модель «Дугласа» — DC-6. Это был прорыв в американском авиастроении, ведь этот ещё больший авиалайнер имел герметичные салон и кабину, благодаря чему мог выполнять полёты на высотах свыше 18 000 футов (5500 м), развивая при этом скорость более 300 миль (480 км) в час. Braniff стала использовать эти машины на своих новых южноамериканских маршрутах, при этом салон имел спальные места в отдельных каютах, благодаря чему комфорт пассажиров в условиях многочасовых перелётов был выше. DC-6 стали выполнять полёты в Гавану (Куба) и Бразилию, а в 1949 году был открыт маршрут «El Conquistador» в Ла-Пас (Боливия).
Чтобы получить разрешение на полёты в Аргентину, президент авиакомпании Томас Брэнифф направился в эту страну и встретился там с Хуаном Пероном. Но Перон ответил отказом, заявив, что уже есть авиаперевозчик, выполняющий рейсы между Аргентиной и США — Panagra (дочерняя компания Pan Am и Grace and Company), а потому необходимости в ещё одной иностранной авиакомпании он не видит. Но Брэнифф не унывал, а после возвращения направил в Аргентину гонца, чтобы тот встретился с первой леди страны — Эвой Перон, и уже с ней обсудил этот вопрос. Эва в свою очередь ответила: Braniff может летать в мой город, если я смогу на [самолётах] Braniff свободно прилететь в Хьюстон и Даллас, чтобы сделать беспошлинные покупки в «Sakowitz» и «Neiman Marcus» и вернуться домой (англ. Braniff can fly to my city, if I can fly on Braniff free to Houston and Dallas to shop at Sakowitz and Neiman-Marcus, and return home duty free). Так в 1950 году на карте направлений появился маршрут «Casa Rosada» в Буэнос-Айрес. Общая протяжённость международных маршрутов от Хьюстона до Буэнос-Айреса, по которым летали самолёты Braniff, теперь достигала 20 000 миль (32 000 км).

### Слияние с Mid-Continent Airlines

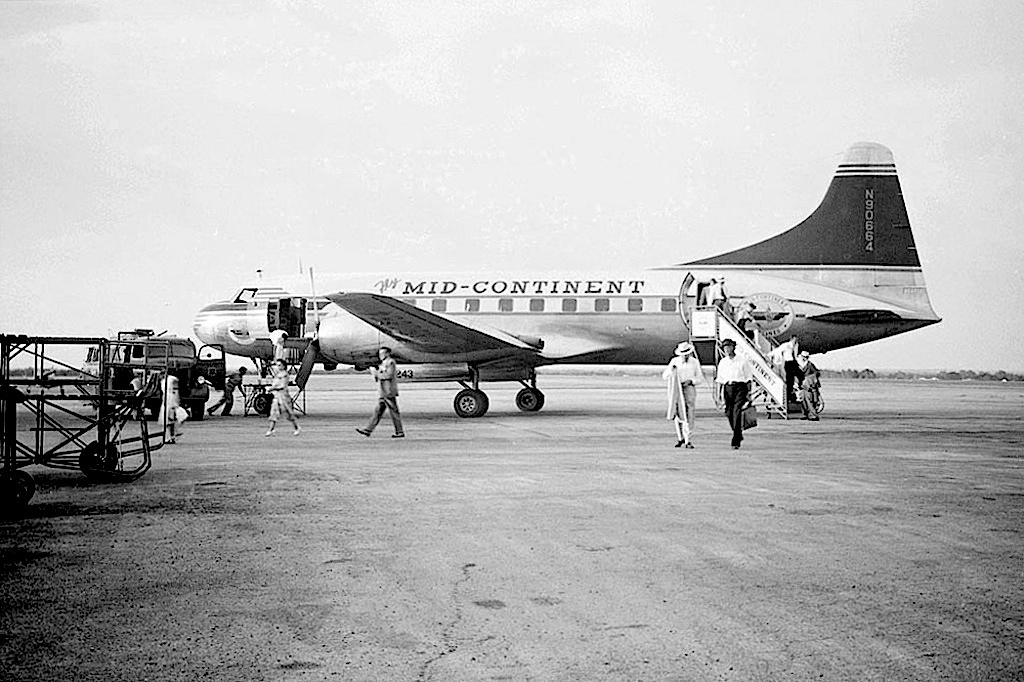
Convair 240 компании Mid-Continent Airlines

Ещё в 1939 году Braniff хотела получить сертификат для полётов по маршруту из Миннеаполиса/Сент-Пола (штат Миннесота) в Канзас-Сити, но Управление гражданской авиации в тот раз отдало этот маршрут другой авиакомпании — Mid-Continent Airlines. Это был крупный игрок на внутреннем рынке авиаперевозок в средней части страны, хотя и уступающий Braniff Airways, поэтому последняя несколько лет вела переговоры по вопросу поглощения конкурента.
16 февраля 1952 года Braniff наконец покупает Mid-Continent, получив заодно весь её воздушный флот, включая пять Convair 240, приобретённых в 1950 году, четыре довоенных Lockheed 18 Lodestar, а также DC-3 довоенного и военного производства. Купив Mid-Continent, авиакомпания Braniff получила право выполнять полёты по 32 новым внутренним маршрутам (к уже существующим на тот момент 29 внутренним и 9 международным), в том числе в такие крупные города, как Миннеаполис и Сент-Пол (Миннесота), Де-Мойн и Су-Сити (Айова), Омаха (Небраска), Сент-Луис (Миссури), Су-Фолс (Южная Дакота), Шривпорт и Новый Орлеан (Луизиана).
После слияния Braniff имела в общей сложности 75 самолётов, штат перевозчика составляли более 4 тысяч сотрудников. По объёму пассажиро-км она занимала 10-е место среди всех авиакомпаний США, в том числе 9-е на внутренних перевозках. Однако за 1953 год общий доход авиакомпании составил всего 11 000 долларов. Это было связано прежде всего с приобретением и вводом в эксплуатацию новых Convair 340 с пассажировместимостью на 44 место каждый и скоростью полёта до 300 миль/ч, которые должны были заменить устаревшие DC-3, а также со снижением субсидий на почтовые перевозки вследствие поглощения Mid-Continent. После того, как Томас Брэнифф сумел договориться о восстановлении размера субсидий в прежнем объёме, прибыль авиакомпании вновь вышла на высокий уровень.

### Смерть братьев Брэниффов
10 января 1954 года Томас Брэнифф вместе с группой приятелей на гидросамолёте Grumman Mallard возвращался в Шривпорт (Луизиана) после охоты на уток. Так как была середина зимы, а Mallard не был оборудован системой противообледенения, на крыле начал образовываться слой наледи, в результате чего самолёт стал терять высоту. Экипаж попытался приземлиться на озеро Уоллес (англ. Wallace) в 15 миль (24 км) от Шривпорта, но «Грумман» зацепил кипарис и потерпел катастрофу. Все 12 человек на борту, включая Тома Брэниффа, погибли. Через семь месяцев, в августе того же года от рака умерла его жена Бесс (англ. Bess). Трагедия этой пары заключалась в том, что они пережили своих детей: сын Турман (англ. Thurman Braniff) погиб 11 июля 1938 года, также в авиакатастрофе, но во время тренировочного полёта в период учёбы в лётной школе; у дочери Дженни (англ. Jeanne Braniff) во время родов 17 ноября 1947 года возникли осложнения, в результате которых погиб ребёнок (дочка Дженни Террелл (англ. Jeanne Terrell)), а 9 января 1948 года она умерла от флебита с флеботромбозом.
Пол Брэнифф пережил брата лишь на пять месяцев. Он умер 1 июня 1954 года из-за обострения рака костной ткани и, вероятно, пневмонии. У него остались жена Мэри (англ. Marie Braniff) и сын Джон Пол (англ. John Paul Braniff).
После гибели Томаса Брэниффа, пост президента занял бывший вице-президент Чак Бирд, который ввёл «политику открытых дверей». Освободившийся пост вице-президента занял бывший пилот Р. В. Карлетон, работавший в Braniff с 1931 года. Часть акций авиакомпании при этом осталась у семьи Пола Брэниффа.

### Последние поршневые и первые турбовинтовые
В 1955 году авиакомпания покупает у венесуэльской Aeropostal Alas de Venezuela два четырёхмоторных Lockheed L-049 Constellation (борта N2520B и N2521B), которые работали на маршрутах в Иллинойсе, Канзасе, Оклахоме и Техасе. «Констеллэйшен» в то время использовался в США и как президентский самолёт, но Дуайт Эйзенхауэр часто для полётов предпочитал именно самолёты компании Braniff; впоследствии ими летал и Линдон Джонсон. При этом отмечалось, что техническое состояние этих машин было низким, из-за чего среди пилотов и обслуживающего персонала они даже получили прозвища Страх (англ. Fear) и Паника (англ. Panic). В 1959 году оба эти лайнера были исключены из состава флота и проданы. Также в ноябре 1955 года для транспортных перевозок были приобретены два Curtiss C-46D Commando (проданы в 1963 году авиакомпании Air America).
Во второй половине 1950-х годов авиакомпания вводит целый ряд нововведений в авиационной промышленности, которые сейчас применяются повсеместно:
- первая авиакомпания, использующая систему ILS (заход на посадку по радиолокационному вектору глиссады);
- первая авиакомпания, у которой большинство воздушных судов были оборудованы автопилотами;
- в Далласе впервые была внедрена компьютеризированная система бронирования, которая объединяла билетные кассы;
- в 1957 году впервые начала применять «Серебряный сервис» (англ. Silver Service) — подачу блюд на серебряной посуде;
- в 1956 году одной из первых внедрила бортовые радиолокаторы на гражданских самолётах.

20 октября 1956 года Braniff начала эксплуатацию крупнейшего серийного пассажирского самолёта с поршневыми двигателями — Douglas DC-7C, которые сперва выполняли полёты из Далласа в Нью-Йорк и Чикаго. Этот самолёт имел салон с пассажировместимостью 73 места: 12 мест первого класса в передней части, 45 мест туристического класса — в средней, 16 мест первого класса — в кормовой. Этим самолётам присвоили имя «the El Dorado», а в хвостовой части у них был нарисован герб «El Dorado», в нижней части которого находилась лента с надписью Serving The Americas (рус. Обслуживание Америк). В 1957 году эти авиалайнеры стали совершать рейсы в Перу, а для повышения качества обслуживания была внедрена услуга Silver Service.
В 1955 году компания заказывает девять самолётов Lockheed L-188 Electra (борта N9701C—N9709C) — одних из первых авиалайнеров с турбовинтовыми двигателями. В 1959 году первые L-188A поступают в Braniff и начинают эксплуатироваться. Новые турбовинтовые двигатели развивали более высокие мощность и частоты вращения, а в рекламе новые самолёты указывались как Jet Power Electra'.
Однако 29 сентября 1959 года происходит одна из самых резонансных катастроф L-188: борт N9705C возрастом менее месяца и эксплуатировавшийся всего 11 дней выполнял пассажирский рейс из Хьюстона в Даллас, но спустя полчаса с момента вылета вдруг разрушился в небе при хороших погодных условиях. Свидетели при этом увидели в небе яркую вспышку, перед которой появился сильный гул. Расследование длилось полтора года, при этом даже были задействованы специалисты из НАСА, но в итоге следователи признали, что не могут определить точную причину катастрофы борта N9705C, лишь предположив, что возник флаттер воздушного винта, приведший к колебаниям двигателя, которые вошли в резонанс с собственными колебаниями крыла. Но представители Braniff и Международная ассоциация пилотов не приняли эту версию. Как утверждал вице-президент Карлетон, в момент катастрофы экипаж вёл радиопереговоры с землёй, а последней фразой пилота стала: Боже мой, в нас кто-то ударил (англ. My God, someone has hit us). В сочетании с уликами на обломках, а также показаниями свидетелей это указывало на то, что авиалайнер, вероятно, был сбит ракетой «земля-воздух». На версии об атаке ракетой Карлетон настаивал и относительно катастрофы борта N9707C в 1968 году, которая произошла при аналогичных обстоятельствах (самолёт также разрушился в воздухе при выполнении рейса «Хьюстон—Даллас») в 49 милях (79 км) от места падения борта N9705C.
В 1957 году штаб-квартира компании переезжает в новое 10-этажное здание в Далласе, а также открываются новые терминалы в аэропорту Лав-Филд. В этом же году годовой фонд заработной платы Braniff превысил 22 000 000 долларов.

### Первые реактивные
В 1955 году руководство Braniff наряду с другими крупными авиакомпаниями страны делает предварительный заказ на турбореактивный пассажирский самолёт Boeing 707. При этом Чак Бирд делает заказ на модель 707−227, которая отличается более мощными двигателями Pratt & Whitney JT4A-3 с силой тяги 15 800 фунтов (7200 кг), благодаря чему самолёты будут быстрее, чем у конкурентов, хоть это и приведёт к задержке их выпуска на 4—5 месяцев. Braniff была единственной, кто заказывал модель 707−227. Однако первый 707−227 борт N7071 во время испытательного полёта 19 октября 1959 года, за день до передачи в авиакомпанию, потерпел катастрофу, при этом погибли 4 из 8 человек на борту.
Первый 707-й, которым стал борт N7072, в Braniff поступил 3 декабря 1959 года, при этом исполнительный вице-президент по операциям Карлетон лично перегнал его в Даллас. Всего самолётов модели 707—227 поступило четыре — борта N7072—N7075. Как и DC-7C, «Боингам» присвоили имя «El Dorado», а с 19 декабря 1959 года стали использовать на маршрутах «Даллас—Нью-Йорк» и «Даллас—Чикаго». Позже на них ввели «Золотой сервис» (англ. Gold Service).
С 1 июля 1962 года Braniff совместно с Pan Am начала выполнять полёты из Техаса в Лондон (Великобритания). Использовался Boeing 707−321 борт N759PA «Texas Clipper», пилотируемый экипажами обеих авиакомпаний и выполняющий рейс 58 по маршруту Хьюстон—Даллас—Чикаго—Лондон—Франкфурт.
Помимо B707 Boeing предлагал также модель B720 для маршрутов средней дальности, которая представляла собой укороченную версию 707−120, но с упрощённым крылом. 720-й по сравнению с 707-м мог использовать взлётно-посадочные полосы меньшей длины, был легче и быстрее. К тому же число пассажирских мест туристического класса на 720 и 707−227 совпадало, поэтому Braniff заказала и эту модель. В общей сложности было заказано 8 самолётов модели 720 (борта N7076—N7083), которые поступили эксплуатацию в 1961—1965 годы, а в 1972 году у United Air Lines был также приобретён борт N7224U. Все четыре 707−227 весной 1971 года были проданы карибской авиакомпании BWIA International.
Кроме «Боингов» в начале 1960-х годов Braniff делает заказ у британской авиастроительной компании British Aerospace на партию из 14 двухмоторных реактивных BAC 1-11, став первым американским заказчиком этого самолёта. В марте 1965 года поступает первый самолёт данной модели — борт N1543, а в декабре того же года последний — борт N1554. «Один-одиннадцать» оказался небольшим, но прочным самолётом с двумя турбореактивными двигателями в хвосте, при этом мог вмещать до 60 пассажиров. Это был оптимальный авиалайнер для коротких маршрутов, например, из Далласа в Оклахома-Сити, Форт-Уэрт и Хьюстон, а его лётный экипаж состоял всего из двух пилотов, что позволяло снизить себестоимость перевозок. Фактически уже тогда руководство Braniff понимало, что будущее авиаперевозок за лётными экипажами из пары человек. В 1971—1972 годах уже в период правления Хардинга Лоуренса все оставшиеся в эксплуатации «один-одиннадцатые» были проданы.
В 1969 году из флота авиакомпании были исключены последние винтовые самолёты; теперь он полностью состоял только из реактивных воздушных судов.

### GreatAmerica Corporation

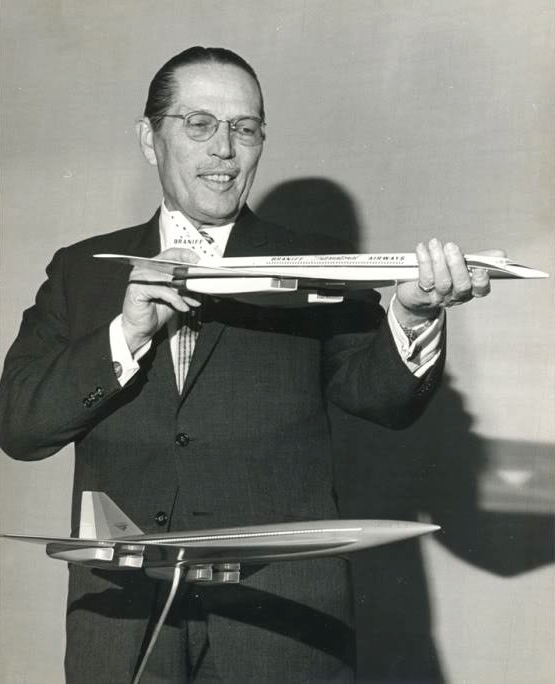
Третий президент компании в 1964 году с моделями сверхзвукового самолёта Boeing 2707

23 июня 1963 года Braniff International Airways отметила своё 35-летие. Выросшая из небольшой компании, едва выжившей в 1930-е годы, теперь она стала крупным авиаперевозчиком с численностью штата 5482 человека, воздушный флот которого насчитывал около 50 самолётов, в том числе B707−227, B720, L-188 Electra, DC-7C, и ещё несколько BAC 1-11 должны были поступить в эксплуатацию. Авиакомпания выполняла полёты в 46 городов в 10 странах, а суммарная длина маршрутов достигала 17 914 миль (28 830 км). Её активы составляли 96 миллионов долларов, а операционный доход — 94 миллиона долларов. Годовой доход от пассажирских перевозок за последние 5 лет возрос с 550 миллионов до 1,5 миллиардов долларов, а 1 цент дохода с акций в 1953 году к 1964 году составлял уже 2,03 доллара. Ежемесячно перевозилось 6 824 500 фунтов (3 095 500 кг) грузов, экспресс-почты и посылок. На то время Braniff занимала 10-е место среди крупнейших авиакомпаний мира.
Однако данной авиакомпанией уже заинтересовался Трой Виктор Пост — страховой предприниматель, основавший в 1962 году в Далласе крупный страховой конгломерат «GreatAmerica Corporation». Пост хотел расширить сферу деятельности своей корпорации, поэтому попросил финансового директора Чарльза Эдварда «Эда» Эккера исследовать, в каких транспортных компаниях руководство работает наиболее неэффективно. Тот среди прочих назвал National Car Rental, занимающуюся прокатом автомобилей, и авиакомпанию Braniff, причём относительно последней стоит учесть, что на тот момент Эд Эккер ещё плохо понимал, насколько сложен авиационный бизнес.
GreatAmerica приобретает 629 629 обычный акций по 25 долларов за штуку, а затем у ещё трёх акционеров покупает 1,1 миллиона акций, также по 25 долларов за штуку, тем самым получив пакет из 1 665 000 акций общей стоимостью 41,6 миллиона долларов. Теперь у GreatAmerica было 57,5 % акций Brannif, то есть контрольный пакет, что позволило ей в августе 1964 года захватить управление авиакомпанией, на тот момент по размерам флота и сети перевозок сопоставимую с другой крупной американской авиакомпанией — Delta Air Lines.
Чак Бирд, отдавший Braniff 30 лет жизни и под чьим руководством авиакомпания значительно расширилась и достигла большой популярности, был смещён с поста президента, а на его место Трой Пост поставил своего шурина — Хардинга Лоуренса, до этого занимавшего пост вице-президента авиакомпании Continental Airlines, в которой за прошедшие 10 лет доходы возросли на 500 %. 5 апреля 1965 года Лоуренс официально стал четвёртым президентом Braniff; пост исполнительного вице-президента и финансового директора занял Эдвард Эккер, которому поначалу приходилось совмещать работу в Braniff и GreatAmerica, пока последняя в 1967 году не была приобретена конгломератом Ling-Temco-Vought.

### Ребрендинг

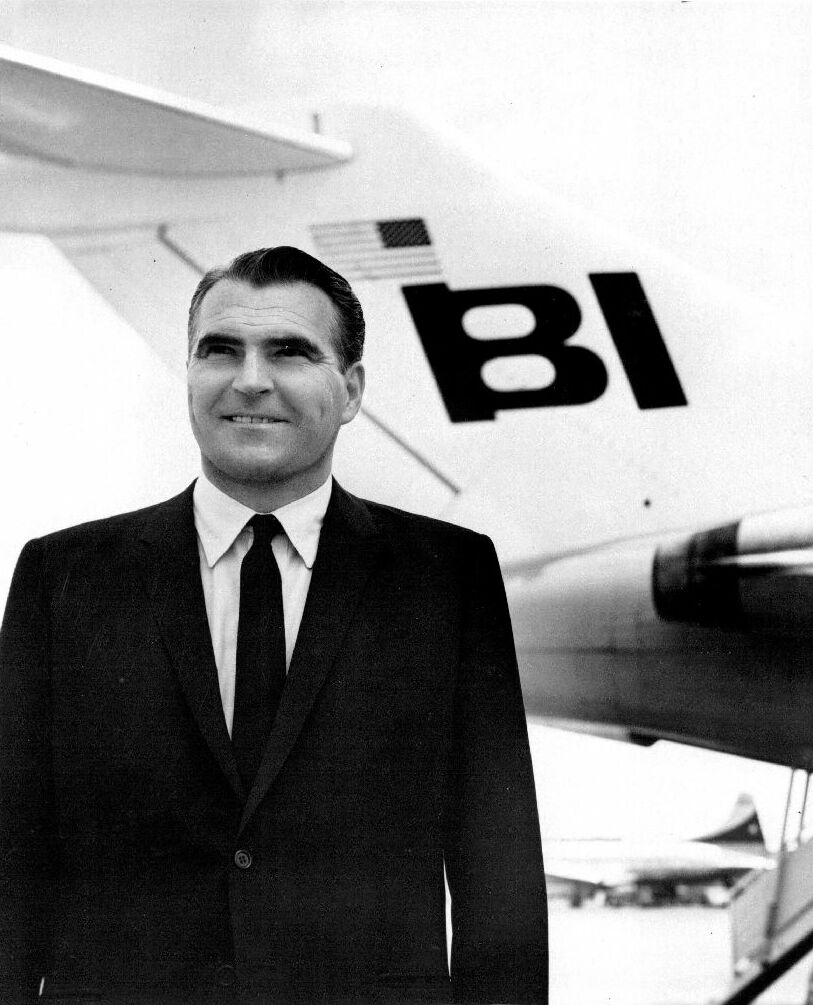
Четвёртый президент в 1966 году на фоне Boeing 727, по его инициативе поступившего в авиакомпанию

Новый президент авиакомпании в течение месяца с момента заступления на должность одобрил заказ на получение 12 грузопассажирских самолётов Boeing 727-27QC, которые уже были отобраны, но заказ на них был отменён из-за выбора в пользу BAC 1-11, а также отменил заказ на поставку последних. Поступившие 727-е «Боинги» имели большую дверь сбоку и могли быть переоборудованы как в пассажирский, так и в грузовой вариант. Благодаря этому днём самолёты могли работать на пассажирских перевозках, а ночью — на грузовых, а значит меньше был простой. В 1970-е годы B727 станет основным типом самолёта во флоте Braniff, работая на маршрутах средней протяжённости.
Тарифы на авиаперевозки в то время регулировал Совет по гражданской авиации, поэтому для привлечения пассажиров и повышения прибыли авиакомпаниям требовалась эффективная реклама. Хардинг Лоуренс решает, что Braniff стоит отказаться от бело-сине-красной ливреи с золотистой «El Dorado», перейдя на новую, более яркую. Требовалось провести ребрендинг авиакомпании, программа которого получила наименование «Конец простым самолётам» (англ. The End of the Plain Plane). Для работ по созданию нового имиджа было нанято агентство Джека Тинкера (англ. Jack Tinker Agency), в число сотрудников которой входила и Мэри Уэллс (через два года она станет женой Хардинга Лоуренса). Джек Тинкер в свою очередь для помощи с этой работой в мае 1965 года нанял известного немецкого дизайнера Александра Жирара, итальянского модельера одежды Эмилио Пуччи и американского модельера обуви Бета Левина.
3 августа 1965 года состоялось первое обсуждение будущего дизайна авиалайнеров. На этой встрече шеф-пилот Карелтон настаивал на возвращении к ливрее 1930-х годов, которая использовалась на Lockheed Vega, хотя это и не было новой оригинальной версией. Также в ходе обсуждения было решено не окрашивать в белый цвет нижние части фюзеляжа, крыла и хвостового оперения. Следующая встреча состоялась 27 сентября того же года и на ней был представлен B720-027 борт N7076 с новым вариантом ливреи. Фюзеляж лайнера был окрашен в лавандовый цвет, а крылья, двигатели и горизонтальные стабилизаторы — в белый; все работы по окраске выполнялись в аэропорту Лав-Филд. На следующий день самолёт сфотографировали для профессиональной рекламы, после чего 29 сентября он начал летать на маршруте Миннеаполис/Сент-Пол—Канзас-Сити—Даллас—Сан-Антонио—Мехико. Однако мексиканское правительство выразило официальный протест такой окраске самолёта из-за суеверия, что фиолетовый, белый и чёрный цвета приносят несчастья. Позже в тёмный пурпурно-синий цвет был окрашен борт N7078, который также не понравился мексиканцам.
1 октября 1965 года был представлен BAC 1-11 борт N1544, полностью покрашенный в оранжевый цвет, а на следующий день была проведена его фотосъёмка. В том же месяце ещё четыре BAC 1-11 были покрашены в бежевый, бирюзовый, лимонно-желтый и темно-синий цвета. 6 ноября B-720 борт N7076 и BAC 1-11 борт N1544 были представлены прессе. Затем до декабря того же года все оставшиеся B707-227, B720 и BAC 1-11 были перекрашены, а 20 и 21 января сфотографированы, в том числе с вертолёта. В феврале борта N7076 и N7078 были перекрашены в однотонный синий цвет, в угоду мексиканским властям.
В итоге дизайнер Александр Жирар выбрал семь цветов для окраски самолётов: бледно-голубой, голубой, оранжевый, охра, бирюзовый, лимонно-жёлтый и бежевый. Также именно этот дизайнер разработал новый логотип авиакомпании — буквы «BI» (от Braniff International). Жирар хотел, чтобы самолёт окрашивался полностью в один цвет, эмблема на киле была небольшой, а в верхней части фюзеляжа, начиная от первой двери, наносилась небольшая надпись «Braniff International». Однако в Braniff пересмотрели его вариант и добавили в него изменения на основе ливрей самолётов «Локхид Вега» в 1930-х годах: крыло, двигатели и хвостовое оперение стали окрашиваться в белый цвет, а логотип был значительно увеличен.
Помимо ливрей самолётов, изменениям подверглась и форма стюардесс, дизайн которой разрабатывал итальянский модельер Эмилио Пуччи. Так как в тот период была мода на космос, Пуччи в 1965 году создал для стюардесс «Космический пузырь» (англ. Space Bubble) в виде прозрачного шлема, который в самой авиакомпании называли «Купол от дождя» (англ. Rain dome), так как он действительно позволял защитить причёски стюардесс от непогоды. Однако в процессе эксплуатации выяснилось, что эти «пузыри» негде было хранить, а внедрение в аэропортах телескопических трапов сделало вопрос о защите от непогоды неактуальным. Поэтому к концу года эти головные уборы быстро вышли из употребления. Также итальянский дизайнер разработал рабочие комбинезоны для наземного персонала авиакомпании с восемью вариантами цветов, однако такие цвета, как белый и другие яркие быстро вышли из употребления, так как грязь на них хорошо замечалась.
В 1967 году появился ещё один вариант формы стюардесс вызывающей расцветки, в комплект которого теперь входили узкие брюки. В 1968 году этой форме на смену приходит уже более простая в виде короткого платья розового или сливового цвета. Также начиная с этого года стюардессы компании Braniff перестали носить головные уборы. В дальнейшем новые формы одежды стюардесс дизайнер предлагал в 1971 и 1974 году.

### Приобретение Panagra
С начала 1960-х годов Чарльз Бирд начал переговоры о слиянии с Pan American-Grace Airways (Panagra), дочерней авиакомпанией крупных перевозчиков Pan American World Airways и аргентинской W. R. Grace and Company. Panagra обслуживала воздушные маршруты в Южной Америке и являлась главным конкурентом Braniff на этом континенте, потому последняя и решила её выкупить у основных владельцев. В 1963 году на сторону Braniff встало американское правительство, так как америко-аргентинская авиакомпания нарушала «акт Шермана» и к тому же могла расширить свои маршруты к северу, выйдя за Панамский канал, то есть на территорию Северной Америки. Так как единственным полностью американским авиаперевозчиком в Южной Америке была только Braniff, авиакомпании Pan Am было приказано продать последнему компанию Panagra. После урегулирования всех вопросов в 1965 году Panagra была оценена в 22 000 000 долларов США; эту сумму должны были поровну поделить между собой Pan Am и Grace. Однако процесс подписания документа затянулся на пару лет, и слияние двух авиакомпаний произошло только 1 февраля 1967 года, при этом сумма сделки составила уже 30 000 000 долларов.
Вместе с новыми маршрутами Braniff получила и весь флот приобретённой авиакомпании, включая уже заказанные, но ещё не доставленные Douglas DC-8-62 (поступили в течение следующих двух лет), которые пришли на смену устаревшим DC-8-30. Весь флот Panagra оставили в первоначальной ливрее, но во время ребрендинга перекрасили, при этом новая ливрея была выдержана в стиле предыдущей.

### PAC-MAC

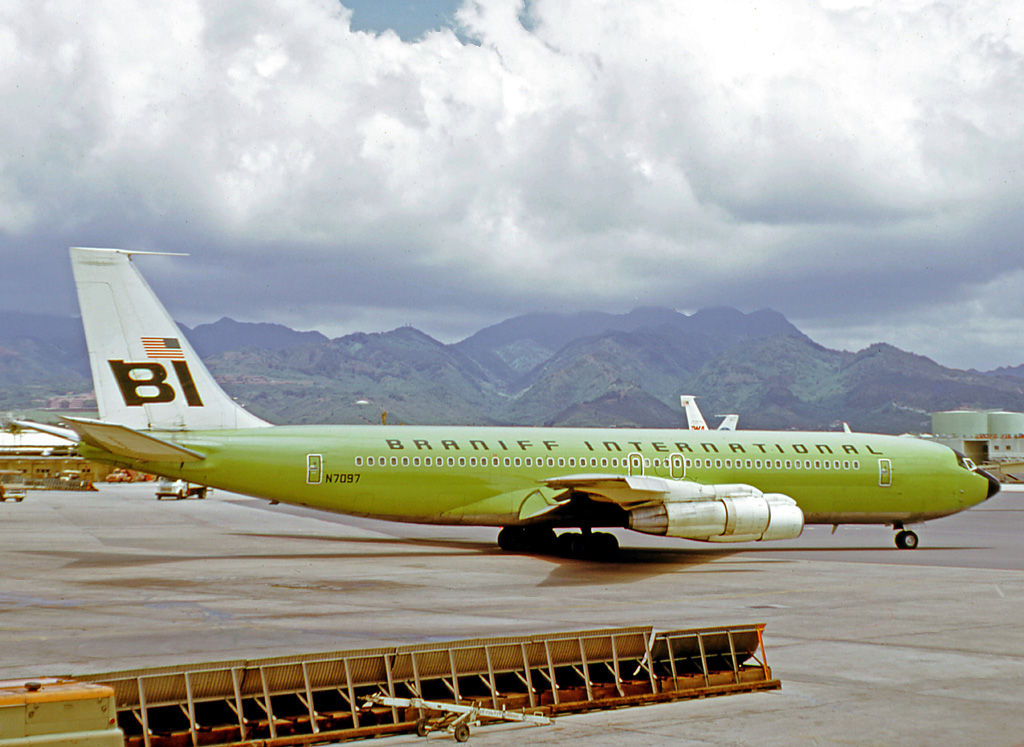
B707-327C в Гонолулу (Гавайи)

В 1966 году Трой Пост, встретившись в Белом доме с президентом Линдоном Джонсоном, сумел договориться о заключении контракта между Braniff International Airways и Military Airlift Command (MAC) на выполнение чартерных военных рейсов в Новую Шотландию, Гренландию, Исландию, Азорские острова и ФРГ. Эти трансатлантические рейсы авиакомпания выполняла до 1968 года, а с 1967 года стала также выполнять полёты через Тихий океан в Юго-Восточную Азию и обратно, перевозя солдат и военное оборудование и тем самым значительно повлияв на ход Вьетнамской войны. На этих рейсах самолёты Braniff выполняли посадки на авиабазах Уэйк (Уэйк), Андерсен (Гуам), Йокота, Кадена (обе в Японии), Кимпхо (Республика Корея), Кларк (Филиппины), Вьентьян (Лаос), Бангкок (Таиланд), Бьенхоа, Дананг, Камрань и Таншоннят (все в Южном Вьетнаме). Договор на рейсы через Тихий океан назывался Pacific Air Charter (PAC), а выполняли эти полёты девять самолётов Boeing 707-327C (борта N7095—N7100 и N7102—N7104), поступившие в Braniff в 1966—1967 годы.

### «Терминал будущего» и колледж бортпроводников
В 1968 году в аэропорту Лав-Филд города Даллас Braniff открыла «терминал будущего» (англ. Terminal of the Future), архитектурный дизайн которого был разработан Джеком Корганом (англ. Jack Corgan). Через два года в этом аэропорту открылся монорельс Jetrail — первая в мире полностью автоматизированная монорельсовая система; её строительство обошлось в два миллиона долларов. Jetrail соединял между собой закрытую парковку для автомобилей, склад багажа и цокольный этаж «терминала будущего», что позволяло пассажирам быстро добираться от своего автомобиля сразу в главный зал аэровокзала. Работали на монорельсе десять пассажирских вагончиков с системой поддержания микроклимата и с расчётной пассажировместимостью на 10 человек с ручной кладью, а также несколько вагонов для перевозки багажа. Управление осуществлялось с помощью кнопок, аналогичным кнопкам в лифте, в качестве привода поначалу использовались асинхронные двигатели, которым вскоре на смену пришёл линейный двигатель. Внешний дизайн вагонов был оформлен в стиле самолётов авиакомпании. Когда в 1974 году компания Braniff переехала из Лав-Филд в только что открывшийся аэропорт Даллас—Форт-Уэрт, монорельсовая система оказалась не нужна. Были попытки использовать её как туристическую достопримечательность, но этим планам не суждено было сбыться. Вскоре уникальный монорельс разрезали на металлолом. «Терминал будущего» также не сохранился, так как в 1999 году был полностью перестроен в ходе реконструкции аэропорта.
В 1968 году авиакомпания открывает в Далласе крупнейшую в стране школу подготовки бортпроводников, которая размещалась в шестиэтажном здании. Первый этаж предназначался для гостей и здесь находились развлекательный зал, классные комнаты и помещения для переговоров. На двух следующих этажах находились тренировочные залы, учебные кабинеты и салон красоты. Верхние три этажа занимало общежитие. Дизайн помещений и подбор цветов осуществлял Александр Жирар, который ориентировался на южноамериканский и панамский стили. С 1973 года на должность бортпроводников Braniff стала нанимать и мужчин. Здание принадлежало Braniff до 1982 года, после чего было передано корпорации Dresser Industries, которое после освобождения передало его сети наркологических центров Daytop. В 1997 году Daytop продала здание, а в 1999 году после реконструкции здесь открылся дом престарелых.
Несмотря на открытие новых объектов, в 1968 году в Braniff отметился поначалу небольшой, но спад пассажиропотока, а средняя заполняемость самолётов к 1969 году упала ниже 50 %. Как отмечали некоторые бизнесмены, в аэропортах многих крупных городов, включая Даллас и Хьюстон, агенты авиакомпании не встречали прибывших пассажиров у выхода, что выглядело неучтиво с их стороны. Многие заявили, что у авиакомпании в этот период появилось «хвастовство», что не нравилось клиентам. Также в 1970 году в авиакомпании прошла волна увольнений работников, что повышало нагрузку на оставшихся в штате сотрудников. Руководство периодически изменяло цвета окраски самолётов, вводя даже такие, как «Зелёный Панагра» или «Оранжевый Брэнифф», но делало это с излишним пафосом, а потому рекламные кампании оказывались малоэффективными.

### Появление широкофюзеляжных самолётов

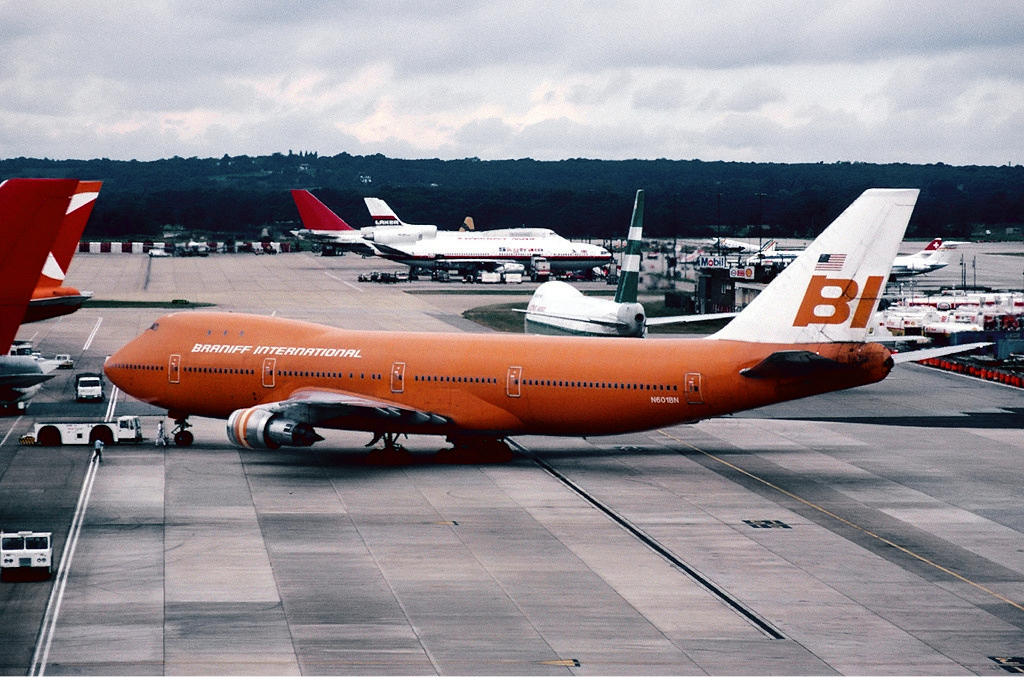
B747−127 борт N601BN в аэропорту Гатвик (Лондон) в 1981 году

В 1970 году Braniff заказывает широкофюзеляжный самолёт Boeing 747−127, а 5 января 1971 года к ней поступает её первый Jumbo Jet, который получил бортовой номер N601BN и был окрашен в оранжевый цвет; также это был 100-й построенный B747. Новый авиалайнер начал выполнять полёты на Гавайи, путешествие на нём рекламировалось под слоганом Самый эксклюзивный адрес в небе (англ. The Most Exclusive Address in the Sky). В марте 1978 года борт N601BN начал выполнять полёты в Лондон (Великобритания), но затем вновь переведён на гавайский маршрут, летая через Атлантику лишь иногда. В том же 1978 году Braniff начинает выполнять полёты по маршруту «Гавайи—Портленд», стоимость билета на котором составляла 50 долларов в один конец и 99 долларов «туда—обратно». В авиакомпании борт N601BN эксплуатировался вплоть до её закрытия.
В 1972 году Braniff по проекту модельного дома Гленна Геддиса (англ. Glenn Geddis) начинает применять двухцветные ливреи четырёх схем: красный/ацтекское золото, синий/светло-голубой, оранжевый/охра, зелёный/светло-зелёный. Одноцветная ливрея на B747−127 при этом была сохранена.
В 1978—1980 годах авиакомпания приобретает ещё семь 747-х (один 747−100, три 747−200 и три 747SP) и три берёт в лизинг: два у American Airlines и один у World Airways.

### Ливреи Александра Колдера
В 1972 году Braniff для украшения офисов за 50 000 долларов покупает 50 картин (в 1985 году 35 из них были похищены), автором которых является художник-абстракционист Александр Колдер. В это же время рекламный руководитель Джордж Гордон как раз искал новый дизайн для самолётов, который должен был привлечь клиентов. Во время «мозгового штурма» он вышел на абстрактные картины, которые понравились руководству, поэтому решил привлечь Колдера. Гордон направился в Саше (Франция), где встретился с авангардистом. Гордон и Колдер беседовали целый день, после чего последний наконец спросил, для чего гость прибыл. Показав ему белую модель авиалайнера, Джордж сказал: Я хочу, чтобы вы раскрасили самолёт. Глянув на маленькую модель, Александр ответил: Я не раскрашиваю игрушки. Нет, нет!. Но Гордон тут же пояснил: Я хочу, чтобы вы раскрасили самолёт в натуральную величину. После этого художник согласился.
Так в 1973 году авиакомпания нанимает художника, который, согласно контракту, получал по 100 000 долларов за каждый самолёт. Колдер рисовал на макетах самолётов в своей студии в Париже, после чего отправлял 6—8 прототипов в Техас, где из них уже выбирали окончательный вариант. Александр сохранял право и следить за подбором красок для окраски авиалайнеров. а также изъявлял желания рисовать на мотогондолах. Сам проект создания новых ливрей получил наименование Полёт цветов (англ. Flying Colors).
Первой работой Колдера стал южноамериканский стиль Flying Colors of South America, который должен был привлечь клиентов на этом направлении. Так как полёты в Южную Америку совершали DC-8, то и новая ливрея появилась сперва на них. Первым самолётом, окрашенным в стиле Колдера стал DC-8-62 борт N1805. Перекрашенный в 1973 году он быстро получил прозвище Юмор (англ. Humor) за свой забавный вид. Также художник собственноручно выполнил некоторые рисунки на его двигателях, включая восьминогую корову на № 1 (крайний левый). В 1975 году авиалайнер представили на Парижском автосалоне. Позже в подобный стиль раскрасили ещё 5 «Дугласов», которые получили прозвища Морда (из-за морды собаки на носу), Монокль, Змея, Звёздный хвост и Стрела.
Второй работой в этом направлении становится американский стиль Flying Colors of the United States в честь 200-летия США. В 1975 году ливрею в этом стиле получил Boeing 727−100, перекрашенный в Далласе, который затем посетил Нью-Йорк, Чикаго и Вашингтон, в том числе 17 ноября 1976 года был представлен первой леди Бетти Форд. Примечательно, что в 1975 году Braniff ещё стала и первой авиакомпанией, которая для развлечения пассажиров предлагала установленные на борту самолёта видеоигры (производства Atari).
Следующей работой художник выбирает мексиканский стиль Flying Colors of Mexico, но не успев её закончить, умирает 11 ноября 1976 года.

### Эксплуатация «Конкорда»

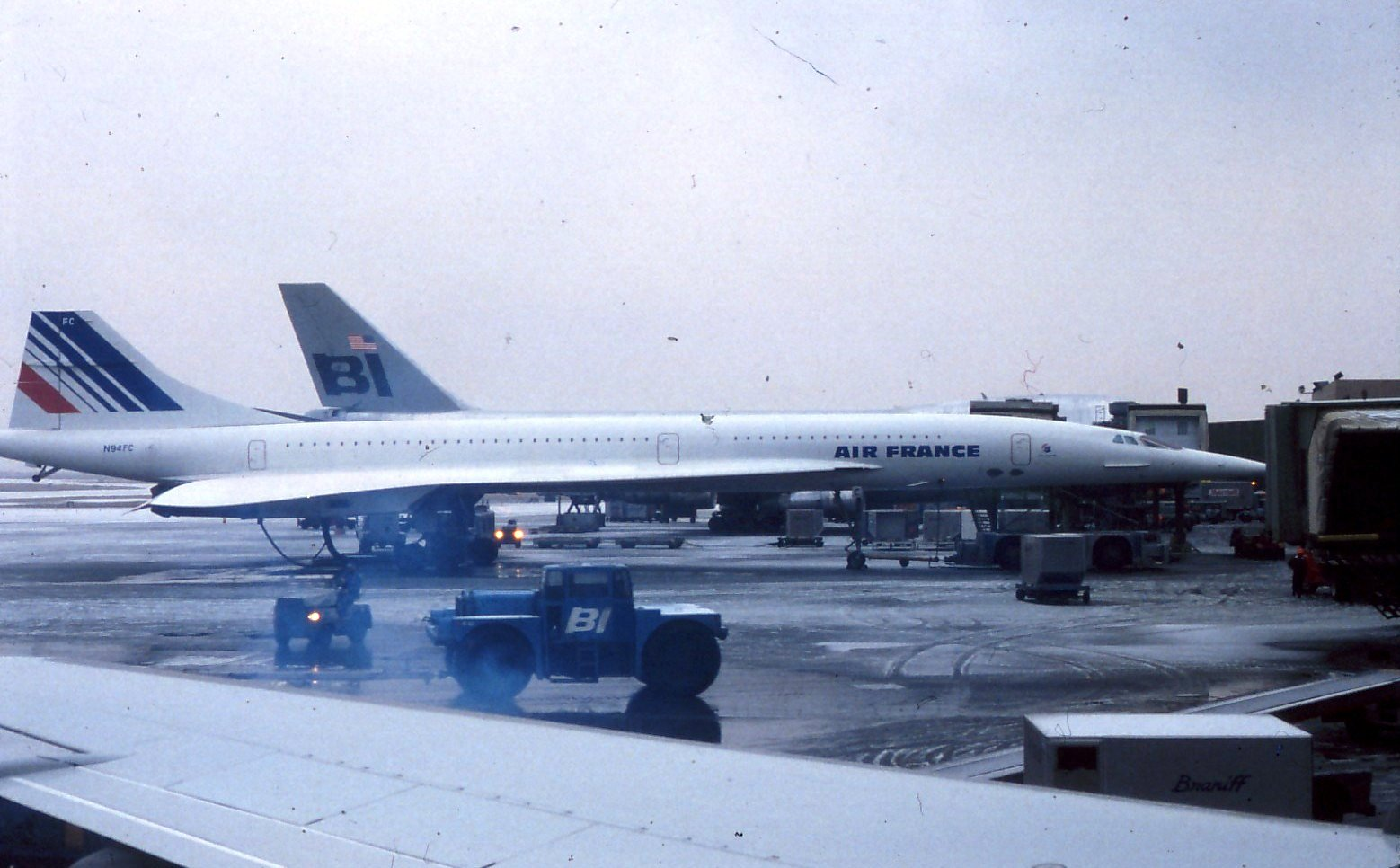
Concorde борт N94FC (F-BVFC) в Далласе (1980 год)

Авиакомпания Braniff интересовалась сверхзвуковыми самолётами уже с начала 1960-х годов, в том числе в 1961 году в Монреале (Канада) провела первую в мире конференцию на тему о сверхзвуковой авиации. Также в 1964 году она сделала предварительный заказ на два Boeing 2707, заплатив за каждый из них аванс в 100 000 долларов. Сверхзвуковой «Боинг» в то время только проектировался, но эта программа финансировалась правительством, поэтому казалось, что самолёт всё же будет построен. Braniff планировала начать его эксплуатацию на протяжённых маршрутах в Южную Америку. Однако в 1971 году, когда был построен всего один макет, программу по созданию B2707 свернули.
Тогда Braniff переключает внимание на англо-французский проект — «Конкорд». В 1973 году по просьбе этой авиакомпании в США прибывает второй прототип «Конкорда», причём прибывает он в только что открывшийся международный аэропорт Даллас—Форт-Уэрт (в 1974 году в него переедет основной офис Braniff Airways), став первым самолётом, приземлившимся в этом аэропорту, а также первым сверхзвуковым авиалайнером в США. Так как это был ещё прототип, то «Конкорд» носил сразу две ливреи: на левом борту — Air France, а на правом — British Airways.
Для полётов на «Конкордах» в Braniff отобрали несколько лётных экипажей (КВС, второй пилот и бортинженер), из которых девять были направлены в Тулузу (Франция), где они проходили обучение в Aérospatiale, а пять — в Бристоль (Великобритания), где они обучались в British Aerospace. По воспоминаниям американских экипажей, британцы придерживались на этих курсах строгого дресс-кода, включая ежедневное ношение пальто и галстука; французы же допускали свободный стиль одежды.
В 1978 году «Конкорд» совершает первый демонстрационный полёт в Амарилло (Техас). По планам, рейсы сверхзвуковых авиалайнеров в штат Техас должны были начаться в ноябре 1978 года, но только 9 декабря этого года в присутствии двух инспекторов от Федерального управления гражданской авиации был выполнен полёт из Вашингтона (аэропорт имени Даллеса) в Даллас (аэропорт Даллас—Форт-Уэрт) с целью проверки квалификации американских экипажей. Далее с 10 по 14 января выполнили серию полётов в 16 городов, чтобы проверить работу бортпроводников. Так как Федеральное управление гражданской авиации на внутренних пассажирских маршрутов допускало эксплуатировать только самолёты с американской регистрацией (N***), то десять «Конкордов» были перерегистрированы:
- G-BOAC (заводской — 204) → G-N81AC;
- F-BVFA (заводской — 205) → N94FA;
- G-BOAA (заводской — 206) → G-N94AA;
- F-BVFB (заводской — 207) → N94FB;
- G-BOAB (заводской — 208) → G-N94AB;
- F-BVFC (заводской — 209) → N94FC;
- G-BOAD (заводской — 210) → G-N94AD;
- F-BVFD (заводской — 211) → N94FD;
- G-BOAE (заводской — 212) → G-N94AE;
- F-BTSD (заводской — 213) → N94SD.

Трансатлантические рейсы из Парижа и Лондона в Вашингтон (аэропорт имени Даллеса) и Нью-Йорк (аэропорт имени Джона Кеннеди), а также обратно, выполняли французские и британские экипажи, а полёты по маршрутам «Вашингтон—Даллас» и «Нью-Йорк—Даллас» — американские экипажи (Braniff). У британских самолётов (регистрация G-BOA*) после прибытия из Европы в США заклеивалась первая часть регистрационного номера «G-», тем самым превращая британскую регистрацию в американскую, после чего самолёт выполнял уже внутренний полёт. Американская регистрация при полётах за пределами США не использовалась. Юридически Braniff брала сверхзвуковые лайнеры в лизинг, но по факту их обслуживанием по прежнему занимались британские и французские специалисты.
12 января 1979 года состоялись первые полёты «Конкордов» с пассажирами из Лондона и Парижа в Даллас. В тот день в аэропорт Даллас—Форт-Уэрт прибыли сразу два самолёта: борт N94AE (британский G-BOAE), пилотируемый экипажем Гленна Шупа (англ. Glenn Shoop), и борт N94FC (французский F-BVFC), пилотируемый экипажем Кена Ларсона (англ. Ken Larson) При ясной погоде оба авиалайнера эффектно выполнили параллельную посадку, после чего подъехали к терминалу. На следующий день, 13 января начались регулярные полёты этих самолётов в Даллас. При этом если трансатлантические рейсы совершались на эшелоне 57 000—60 000 футов (17—18 км) при скорости 2М (две скорости звука), то внутренний рейс над США уже выполнялся на эшелоне 35 000 до 37 000 футов (10,7—11,3 км) при скорости 0,95М, так как в сверхзвуковой скорости на этом этапе не было необходимости; хотя если был хороший попутный ветер, путевая скорость могла доходить и до 1М. Всего в неделю выполнялось три рейса из Далласа в Лондон и два — в Париж; стоимость билета из Далласа в Вашингтон в один конец составляла 220 долларов, что было на 10 % выше стоимости билета на полёт первым классом обычным дозвуковым самолётом.
В рекламе Braniff изображала «Конкорд» в собственной ливрее апельсинового цвета. Проект такой ливреи был и к 1980 году планировалось перекрасить в неё несколько авиалайнеров, на что уже было дано согласие авиакомпаний Air France и British Airways. Однако ни один «Конкорд» так и не был перекрашен, а летом 1980 года их полёты в Техас были прекращены, после чего лайнерам вернули первоначальную регистрацию.

### Стиль Хэлстона

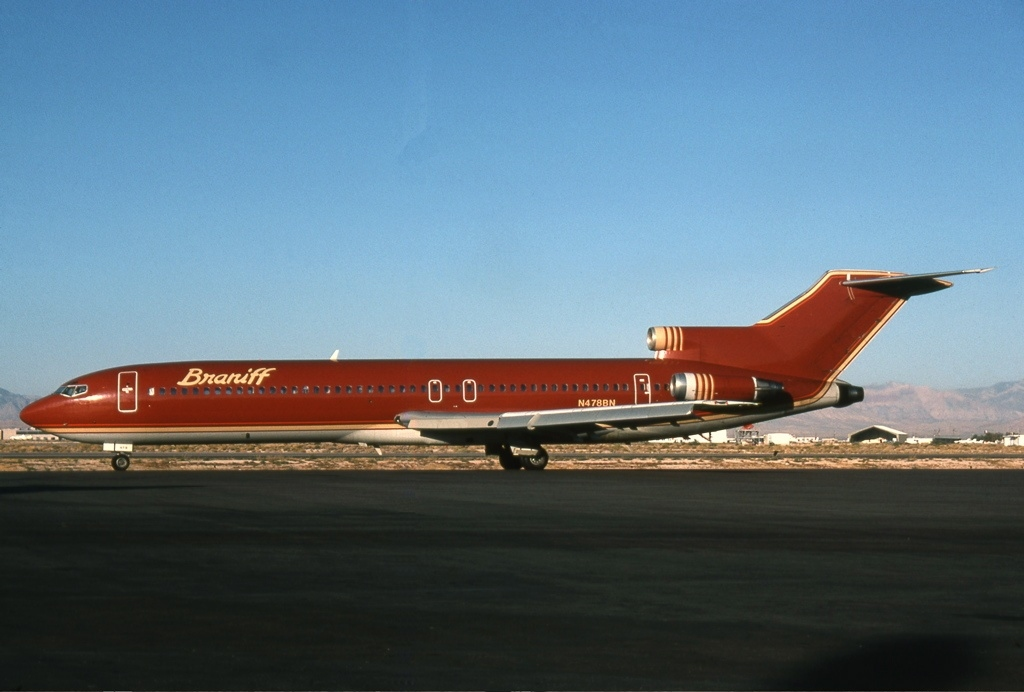
B727−227 в шоколадно-коричневой ливрее

В 1977 году авиакомпания проводит очередной ребрендинг и нанимает популярного в те годы модельера Роя Холстона Фроуика (известен также как просто Холстон). На смену ярким костюмам бортпроводников и работников наземных служб, разработанных в 1965 году Эмилио Пуччи, Холстон внедряет более практичные синтетические (материал Ultrasuede) костюмы различных оттенков коричневого цвета с буквами «H». Меняется и форма пилотов — вместо однородных синих мундиров появляется коричневый костюм-двойка, крылышки на форме стали серебристого и золотистого цветов на белом фоне, а на рукавах золотистые полосы были заменены тёмно-коричневыми (самим пилотам такая форма однако не нравилась).
Также, по совету Холстона, был изменён стиль самолётов, при этом появились новые ультра-цвета: «синяя ртуть» (англ. Mercury Blue), «синий металлик» (англ. Metallic Blue), «синий корвет» (англ. Corvette Blue), «игристая Бургундия» (англ. Sparkling Burgandy), «Бургундия» (англ. Burgandy), «зелёный Персей» (англ. Perseus Green), «Терракота» (англ. Terra Cotta) и «шоколадно-коричневый» (англ. Chocolate Brown). Салон самолётов был выдержан в автомобильном стиле, в том числе на сидениях стали применяться чехлы из кожи, полученной из Аргентины.
После такого обновления был запущен новый рекламный лозунг: Летайте в коже (англ. Fly in Leather). Точно неизвестно, был ли данный лозунг тонким маркетинговым ходом, или нет. Ведь авиакомпания выполняла полёты в Южную Америку, где в большинстве стран официальным языком является испанский, а в испанском языке слово leather означает «Кожаный фетишизм».

### Переход к свободному рынку
Начиная с 1938 года авиационные перевозки в США регулировались специальным государственным органом — Советом по гражданской авиации. Этот Совет определял каждый маршрут за определённой авиакомпанией, при этом последняя получала сертификат об этом, в котором было указано, какой тип самолёта должен использоваться на данном маршруте, а также цена билетов. Но 24 октября 1978 года президент страны Джимми Картер подписал «Закон о дерегулировании авиакомпаний», согласно которому все американские авиакомпании теперь подчинялись законам свободного рынка. Теперь любой авиаперевозчик мог сам выбрать, по каким маршрутам он будет летать, а также по своему усмотрению изменять тарифы.

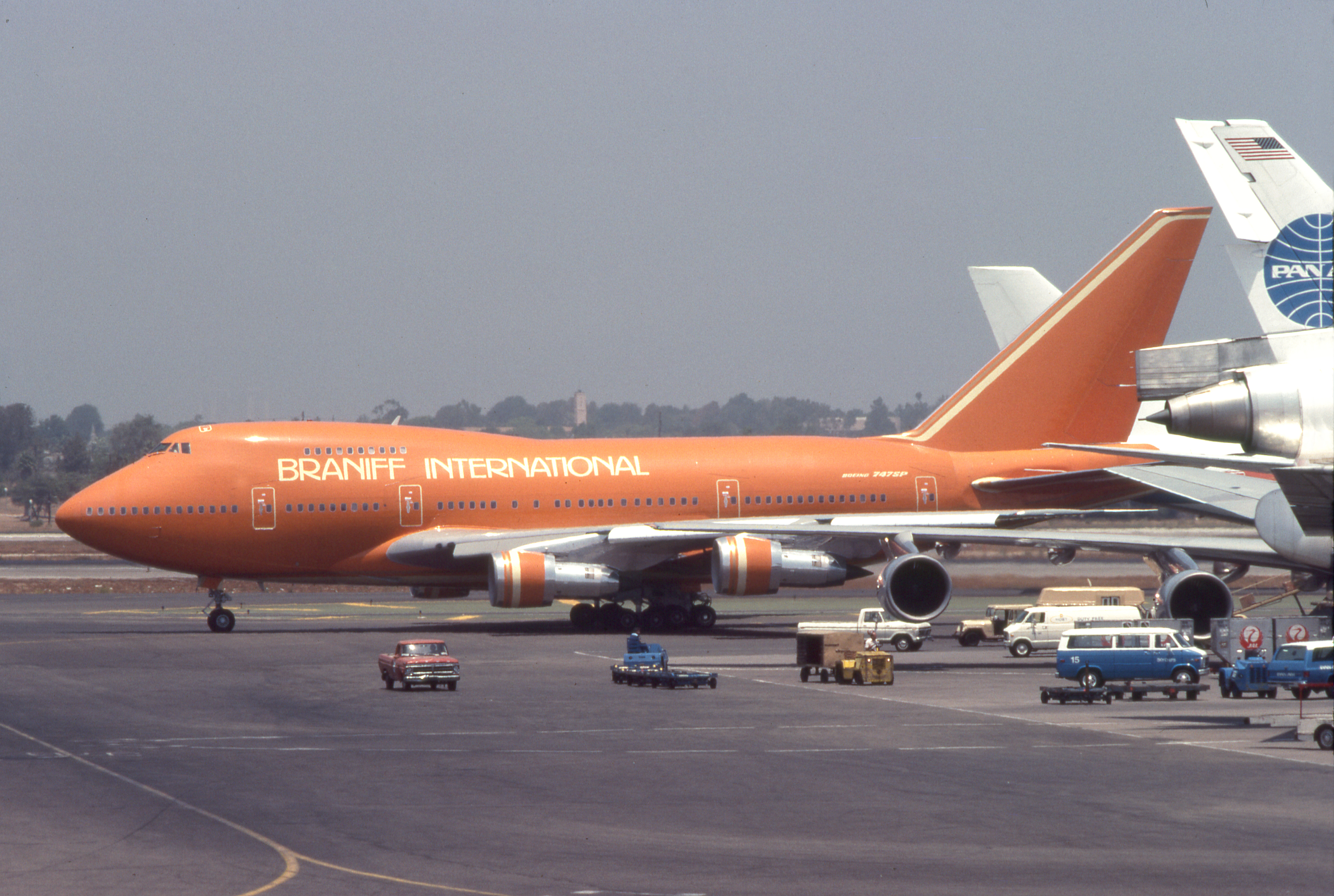
Boeing 747SP авиакомпании Braniff в Лос-Анджелесе (1981 год)

Хардинг Лоуренс решает, что выжить в новых условиях смогут те авиакомпании, которые имеют достаточно разветвлённую сеть маршрутов. В том же году сеть полётов Braniff увеличивается практически в полтора раза за счёт добавления 32 новых маршрутов и 16 пунктов назначения: Бирмингем, Бостон, Джэксонвилл, Кливленд, Лос-Анджелес, Милуоки, Окленд, Орландо, Питтсбург, Сакраменто, Сан-Франциско, Солт-Лейк-Сити, Тусон, Уэст-Палм-Бич, Филадельфия, Финикс. Помимо этого, были открыты дополнительные хабы в Бостоне (для полётов в Европу) и Лос-Анджелесе. В базовом аэропорту Даллас—Форт-Уэрт территория, занимаемая зданиями Braniff, расширяется до 446 000 квадратных футов, захватив прилегающие поля, а в учебном центре строятся лётные тренажёры для подготовки экипажей самолётов B727 и B747. В 1979 году, как уже сказано выше, началась эксплуатация «Конкорда» на внутренних маршрутах, а также покупаются широкофюзеляжные B747SP, которые начали выполнять рейсы из Лос-Анджелеса в Гонконг, а с 1980 года — в Сингапур и Республику Корея.
По данным на конец 1979 года, флот авиакомпании Braniff насчитывал восемь B747, около сотни B727 и около двух десятков DC-8. Маршрутная сеть, в свою очередь, насчитывала 81 пункт назначения. В официальном заявлении авиакомпании сообщалось, что у неё больше пунктов назначения за пределами США, чем у Trans World Airlines, флот больше, чем у Air France, National и Northwest, а по пассажиропотоку она превосходит Pan Am, Lufthansa, Northwest и многих других, входя в десятку крупнейших авиакомпаний мира.
В действительности столь быстрый рост сети перевозок лишь стал началом конца авиакомпании. Заполняемость самолётов на азиатских маршрутах доходила до 97 % и эти рейсы были очень прибыльными. Однако Лоуренс не понял этого, когда перевёл летающие туда B747SP на ближневосточные маршруты. На остальных маршрутах ситуация и вовсе была плачевной. Например, как отмечали большинство посетителей бостонского аэропорта Логан, хаб авиакомпании практически не использовался, так как брэниффские самолёты улетали часто пустыми. Также ситуацию значительно усугубил рост цены на нефть в конце 1970-х годов, приведший к подорожанию топлива, из-за чего возросла себестоимость перевозок, а попытки повысить тарифы в свою очередь приводили к оттоку пассажиров. Из-за этого за третий квартал (считается самым прибыльным в году в данной сфере) 1979 года авиакомпания Braniff впервые имела убыток, который достиг 9,8 миллионов долларов, а всего с 1978 по 1980 год чистая прибыль упала с 250 до чуть более 66 миллионов долларов.
Чтобы снизить убытки в 1980 году закрываются маршруты на Дальний Восток, а также прекращаются полёты «Конкордов» в Даллас. Авиакомпания отказывается от уже заказанных B747, вместо этого начиная продавать современные самолёты, оставляя старые, чтобы за счёт продаж снизить убытки. Также происходит массовое увольнение работников, а всего за период с 1979 по 1980 год по разным оценкам уволились 11,5—15 тысяч человек. За 1980 год Braniff потеряла 131 миллион долларов, что на то время являлось рекордом в истории авиационных перевозок.

### Президентство Джона Кейси
К концу 1980 года ошибки от перерасширения сети были очевидны, поэтому кредиторы стали настаивать на снятии Хардинга Лоуренса с должности. 7 января 1981 года Совет директоров выбирает нового президента авиакомпании — Джона Дж. Кейси (англ. John J. Casey). Примечательно, что его брат Альберт Кейси (англ. Albert Casey) на тот момент занимал пост президента конкурирующей авиакомпании American Airlines. Под началом Кейси проводят очередную рекламную акцию, чтобы осветлить репутацию авиакомпании. Также Джон Кейси делает ставку на короткие маршруты, выполняемые самолётами B727. В попытке прекратить массовые увольнения работников он, с согласия профсоюзов, договаривается о снижении зарплаты лишь на 10 %, однако в итоге всё равно был вынужден уволить тысячу человек. Это приводит и к прекращению полётов в Европу, за исключением Лондона.

### Президентство Говарда Патнама
В 1981 году Джон Кейси в ресторане на севере Далласа встречается с Говардом Патнамом — президентом авиакомпании Southwest Airlines, и предлагает ему перейти в Braniff. Патнам соглашается, но с условием, что вместе с ним из Southwest перейдёт и финансовый директор Филлип Гатри (англ. Phillip Guthrie). Так в сентябре 1981 года Кейси нанимает Говарда Патнама на должность президента Braniff, оставив за собой пост председателя совета директоров.
Новый президент прежде всего избавляется от ненужной для авиакомпании недвижимости, включая базу отдыха в Акапулько, штаб-квартиру в Лондоне, офисные здания в Европе и участок земли в Колумбии площадью 500 акров. Помимо этого, используя опыт руководства Southwest Airlines, Патнам упраздняет места первого класса на воздушных судах, выполняющих внутренние рейсы, сохранив его только на маршрутах в Лондон, Южную Америку и на Гавайи. Это не понравилось клиентам, поэтому первый класс всё же был восстановлен на внутренних рейсах под названием «Техасский класс» (англ. Texas Class). Но этих самолётов было очень мало, а времени для исправления ситуации, как оказалось, уже было недостаточно. К концу года доходы Braniff упали до 80 миллионов долларов, а всего за 1981 год она потеряла 90 миллионов долларов.
В 1981 году Патнам решает один из самолётов посвятить профессиональной техасской футбольной команде «Даллас Ковбойз», которая летала этой авиакомпанией на матчи в другие города. Для этого был взят Boeing 727−227 борт N457BN, у которого в носовой части нанесли надпись «Dallas Cowboys», а на хвосте — эмблему команды в виде шлема. Однако, выбирая этот авиалайнер, руководство авиакомпании не учло, что у него была синяя ливрея, тогда как футболисты считали плохой приметой одевать перед игрой вещи тёмно-синего цвета. Команда использовала этот самолёт всего два раза для полётов на выездные игры, но проиграла обе игры, из-за чего решила, что её сглазили, и потребовала от Braniff перекрасить авиалайнер. Однако данную просьбу не успели выполнить.
В марте 1982 года Эд Эккер, который на тот момент уже работал в Pan American World Airways, предложил, чтобы Braniff сдала в аренду на три года свои южноамериканские маршруты. Совет по гражданской авиации однако порекомендовал этого не делать, так как предполагал, что Pan Am может стать на этом континенте монополистом в ущерб остальным авиакомпаниям США. 26 апреля 1982 года эти маршруты были сданы в аренду на год другой авиакомпании — Eastern Air Lines, которая могла начать выполнять рейсы в Южную Америку из Майами с 1 июня 1982 года.

### Банкротство
К весне 1982 года компания Braniff International Corporation уже не имела средств для выплат зарплат, из-за чего сотрудники пригрозили забастовкой. 11 мая 1982 года в судебном порядке Braniff была признана банкротом. На следующее утро, 12 мая 54-летняя авиакомпания, насчитывающая на тот момент 62 самолёта и 10 695 сотрудников, прекратила свою деятельность. Все её самолёты в тот день обязали вернуться в базовый аэропорт Даллас—Форт-Уэрт; DC-8 позже перевели в соседний аэропорт Лав-Филд. Лишь командир B747 борт N601BN ослушался этого приказа в знак уважения к пассажирам, уже купившим билеты, он вылетел обычным пассажирским рейсом на Гонолулу, вернувшись в Даллас только 13 мая — это был последний пассажирский рейс Braniff.
Когда третий президент авиакомпании Чарльз Эдмунд Бирд, отдавший ей 30 лет, узнал о банкротстве, у него произошёл сердечный приступ. Через два месяца, 18 июля 1982 года Бирд умер.

## Происшествия
- 12 июля 1931 года — Lockheed Vega DL-1B-5C борт NC8497 (заводской номер — 154) выполняя почтовый рейс, разбился при вылете из Чикаго, при этом погибли оба пилота[29].
- 5 декабря 1931 года — Lockheed Vega 5C борт NC433E (заводской номер — 049) по неустановленным причинам упал на поле в районе города Кивони[англ.] (штат Иллинойс). Из четырёх пассажиров и двух пилотов на борту погибли два пассажира[30].
- 8 декабря 1934 года — Lockheed Vega 5B борт NC106W (заводской номер — 129) выполнял ночной почтовый рейс из Канзас-Сити в Колумбию, когда на подходе к пункту назначения самолёт подвергся обледенению. Пилот попытался совершить аварийную посадку на поле, но врезался в землю и погиб[31].
- 9 ноября 1935 года — Lockheed Vega 5C борт NC980Y (заводской номер — 191) выполняя почтовый рейс, разбился при вылете из Форт-Уэрта, при этом погиб пилот[32].
- 23 декабря 1936 года — Lockheed 10A Electra борт NC14905 (заводской номер — 1018) в районе Далласа проходил облёт после технического обслуживания, когда при отработке ухода на второй круг во время набора высоты отказал один из двигателей. Лайнер потерял управление, вошёл в штопор и упал на берегу озера Бахман[англ.]. Погибли все находящиеся на борту два пилота и четыре служебных пассажира[33].
- 26 марта 1939 года — Douglas DC-2-112 борт NC13727 (заводской номер — 1253) выполнял ночной пассажирский рейс из Оклахома-Сити в Даллас, когда после взлёта загорелся левый двигатель, поэтому экипаж принял решение возвращаться. Из-за пожара двигателя открылся обтекатель, приведя к частичной потере управления, тем самым и отвлекая пилотов от контроля за высотой. В 600 метрах от полосы «Дуглас» врезался в землю и сгорел. В пожаре погибли стюардесса и семь пассажиров; оба пилота и два пассажира выжили[34].
- 26 марта 1952 года — Douglas C-54A-10-DC борт N65143 (заводской номер — 10336) выполнял пассажирский рейс из Колорадо-Спрингс в Оклахома-Сити, когда при следовании близ Хаготона[англ.] (Канзас) загорелся один из правых двигателей, поэтому экипаж принял решение об аварийной посадке на местный аэродром. При посадке на грунтовый аэродром авиалайнер выкатился за пределы полосы и разрушился. Все находящиеся на борту 45 пассажиров и 4 члена экипажа успели спастись и выжили[35].
- 8 декабря 1952 года — Lockheed 10A Electra борт N14938 (заводской номер — 1027) при неустановленных обстоятельствах разбился близ Сан-Хосе, при этом никто не погиб[36].
- 22 августа 1954 года — Douglas C-47-DL борт N61451 (заводской номер — 4630) выполняя пассажирский рейс заходил на посадку в Мейсон-Сити (Айова), когда влетел в грозу, после чего, потеряв управление, упал на землю. Из находящихся на борту 19 человек погибли 12 (10 пассажиров и 2 члена экипажа)[37].
- 17 июля 1955 года — Convair CV-340-32 борт N3422 (заводской номер — 71) выполняя пассажирский рейс, заходил на посадку в Чикаго (Айова), когда из-за дезориентации экипажа опустился слишком низко, зацепил препятствия и, перевернувшись, упал на землю. Из находящихся на борту 43 человек погибли 22 (20 пассажиров и 2 члена экипажа)[38].
- 25 марта 1958 года — Douglas DC-7C борт N5904 (заводской номер — 45072, серийный — 793) выполнял пассажирский рейс из Майами в Панаму, когда после взлёта отказал двигатель № 3, поэтому экипаж принял решение возвращаться. При заходе на посадку экипаж не уследил за высотой над землёй и врезался в болото. Погибли 9 пассажиров, остальные 10 пассажиров и 5 членов экипажа выжили[39].
- 29 сентября 1959 года — Lockheed L-188A Electra борт N9705C (заводской номер — 1090) выполнял ночной пассажирский рейс из Хьюстона в Даллас (Техас), когда спустя 25 минут с момента вылета при нормальных погодных условиях вдруг разрушился, пролетая в это время над округом Лион. Погибли все находящиеся на борту 28 пассажиров и 6 членов экипажа. Вероятной причиной катастрофы был назван флаттер воздушных винтов, приведший к колебаниям двигателей, а те затем входили в резонанс с колебаниями крыла, приводя к разрушению последнего[40].
- 14 ноября 1961 года — Douglas DC-7C борт N5905 (заводской номер — 45073, серийный — 804) в аэропорту Лав-Филд (Даллас) проходил испытания после технического обслуживания. Но во время руления инспектор не сумел остановить авиалайнер, поэтому тот на большой скорости врезался в ангар и загорелся. Погиб инспектор, находящиеся с ним на борту шесть механиков выжили. Как было установлено, у самолёта оказались отключены колёсные тормоза[41].
- 6 августа 1966 года — BAC 1-11-203AE борт N1553 (заводской номер — 070) выполнял ночной пассажирский рейс из Канзас-Сити в Омаху, когда над юго-восточной частью Небраски оказался близ мощной грозы, после чего разрушился в воздухе. Погибли все находящиеся на борту 38 пассажиров и 4 члена экипажа — крупнейшая авиакатастрофа в истории Небраски (на 2016 год). Причиной катастрофы было названо попадание в зону сильной турбулентности на скорости, близкой к крейсерской, во время обхода грозы, после чего возникшие аэродинамические перегрузки разорвали авиалайнер[42].
- 3 мая 1968 года — Lockheed L-188A Electra борт N9707C (заводской номер — 1099) выполнял ночной пассажирский рейс из Хьюстона в Даллас (Техас), когда спустя 25 минут с момента вылета столкнулся с мощной грозой. Экипаж попытался обойти её, но в итоге попал в грозовой очаг, поэтому пилоты приняли решение возвращаться. При выполнении разворота самолёт потерял управление, а попытки восстановить его в условиях сильной турбулентности привели к возникновению критических перегрузок, которые разорвали самолёт, после чего тот потерпел катастрофу в округе Наварро. Погибли все находящиеся на борту 80 пассажиров и 5 членов экипажа — крупнейшая авиакатастрофа в истории авиакомпании[43].

## Преемники

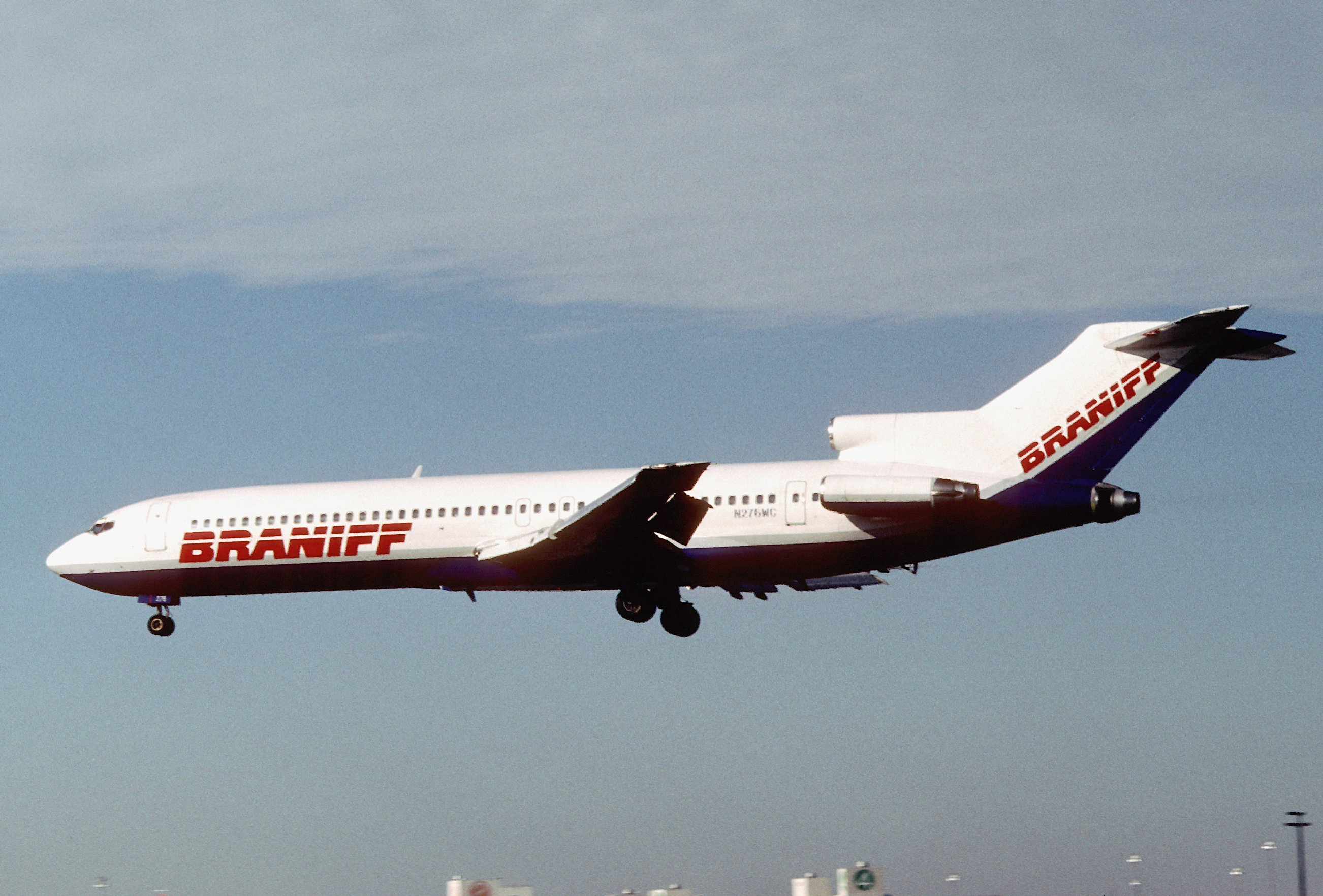
Boeing 727-227 компании Braniff II

В 1982 году в Миннеаполисе (штат Миннесота) группа бывших сотрудников Braniff International Airways при поддержке местного туристического оператора MLT Vacations основала бюджетную авиакомпанию Sun Country Airlines.
Ещё две авиакомпании были образованы из активов Braniff:
- Braniff, Inc. или Braniff II — просуществовала с 15 декабря 1983 по 31 декабря 1989 года;
- Braniff International Airlines, Inc. или Braniff III — просуществовала с 1 июля 1991 по 2 июля 1992 года.